# Bergame
Cet article possède des paronymes, voir Bergamo et Pergame.
Bergame (en italien : Bergamo /ˈbɛːrgamo/, en lombard : Bèrghem ou Bergum) est une ville italienne, d'environ 122 000 habitants, capitale de la province du même nom, située en Lombardie, région de la plaine du Pô, à environ 50 km au nord-est de Milan.
Par sa population, Bergame constitue la quatrième commune de la région, et son aire urbaine compte 481 519 habitants, pour un total de 1 100 000 habitants dans la province qui porte le même nom.
La ville de Bergame est composée d'un centre historique fortifié, connu sous le nom de Città Alta (« Ville haute »), et de l'expansion moderne de la ville des plaines en contrebas, appelée Città Bassa « Ville basse ». La ville haute est entourée par des fortifications vénitiennes inscrites au patrimoine mondial depuis le 9 juillet 2017.
Bergame est reliée aux autres grandes villes d'Italie par l'autoroute A4, vers Turin, Milan, Vérone, Venise et Trieste. La ville est desservie par l'aéroport international Il Caravaggio, le troisième aéroport d'Italie, avec 12,3 millions de passagers en 2017. Bergame se classe deuxième parmi les villes les plus visitées de Lombardie après Milan,.
En 2023 la ville a été désignée Capitale italienne de la culture avec sa voisine Brescia.

## Géographie

### Haut-Bergame
La « ville haute » (« la città alta ») est une cité médiévale ceinte de remparts datant de la domination vénitienne, construite à partir de 1561 dans le but de faire de la ville haute de Bergame une citadelle imprenable. Bergame est donc, avec Ferrare, Lucques et Grosseto, l'une des quatre cités italiennes à conserver des remparts demeurés intacts depuis des siècles.
Les monuments les plus visités sont concentrés autour de la fontaine Contarini : ce sont essentiellement le Palazzo della Ragione (palais de la Raison) et la tour Civique (dite « la grande cloche »), qui sonne encore 100 coups tous les soirs à 22 heures, annonçant la fermeture nocturne du portone de l'enceinte. Juste en face se trouve le grand bâtiment blanc de la bibliothèque Angelo Mai.
Du côté sud de l'ancienne place publique, on peut voir le Duomo et la chapelle Colleoni, de l'architecte Giovanni Antonio Amadeo, avec le monument funéraire du condottiere Bartolomeo Colleoni, le baptistère et la basilique Santa-Maria-Maggiore. L'intérieur de cette église de ville, et non de diocèse, porte des signes architecturaux des périodes de l'histoire de la ville qui se sont succédé depuis sa construction. La conception des célèbres marqueteries polychromes, représentant des scènes bibliques, est attribuée à Lorenzo Lotto, tandis que l'imposant confessionnal baroque est l'œuvre d'Andrea Fantoni. L'église abrite le tombeau du musicien Gaetano Donizetti.
La via Colleoni relie l'ancienne place publique à la place de la citadelle et constitue le cœur des commerces de la ville haute. Sur la place de la citadelle se trouvent le musée civique archéologique de Bergame et le musée de sciences naturelles « Enrico Caffi ».
La ville haute possède encore un jardin botanique et une faculté de langues et de littératures étrangères dont le prestige est à l'échelle européenne.
La ville haute peut être atteinte à pied à travers les scorlazzini (escaliers), en voiture aux périodes et heures d'ouverture, ou par le funiculaire.

La ville haute
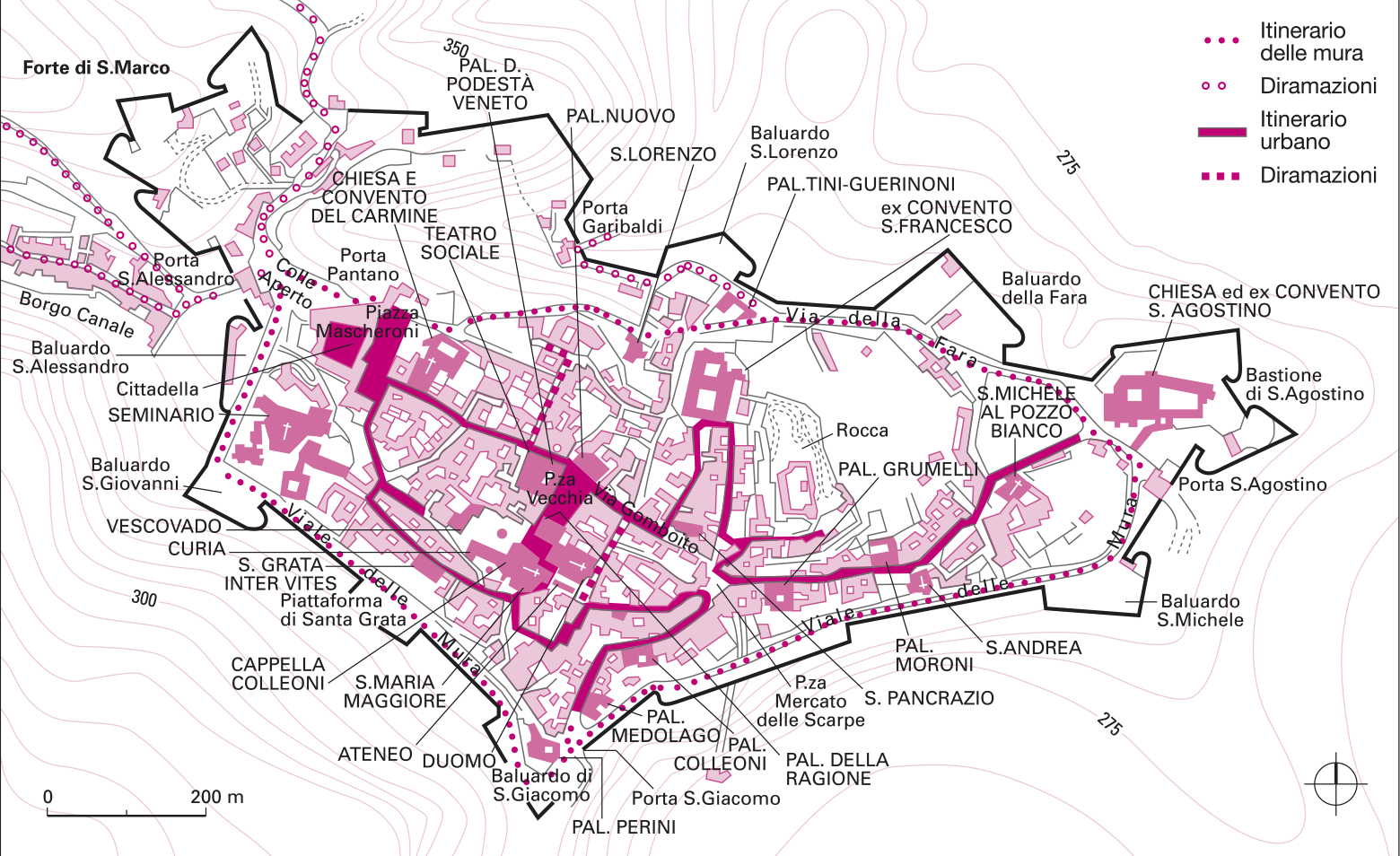
Plan de la ville haute
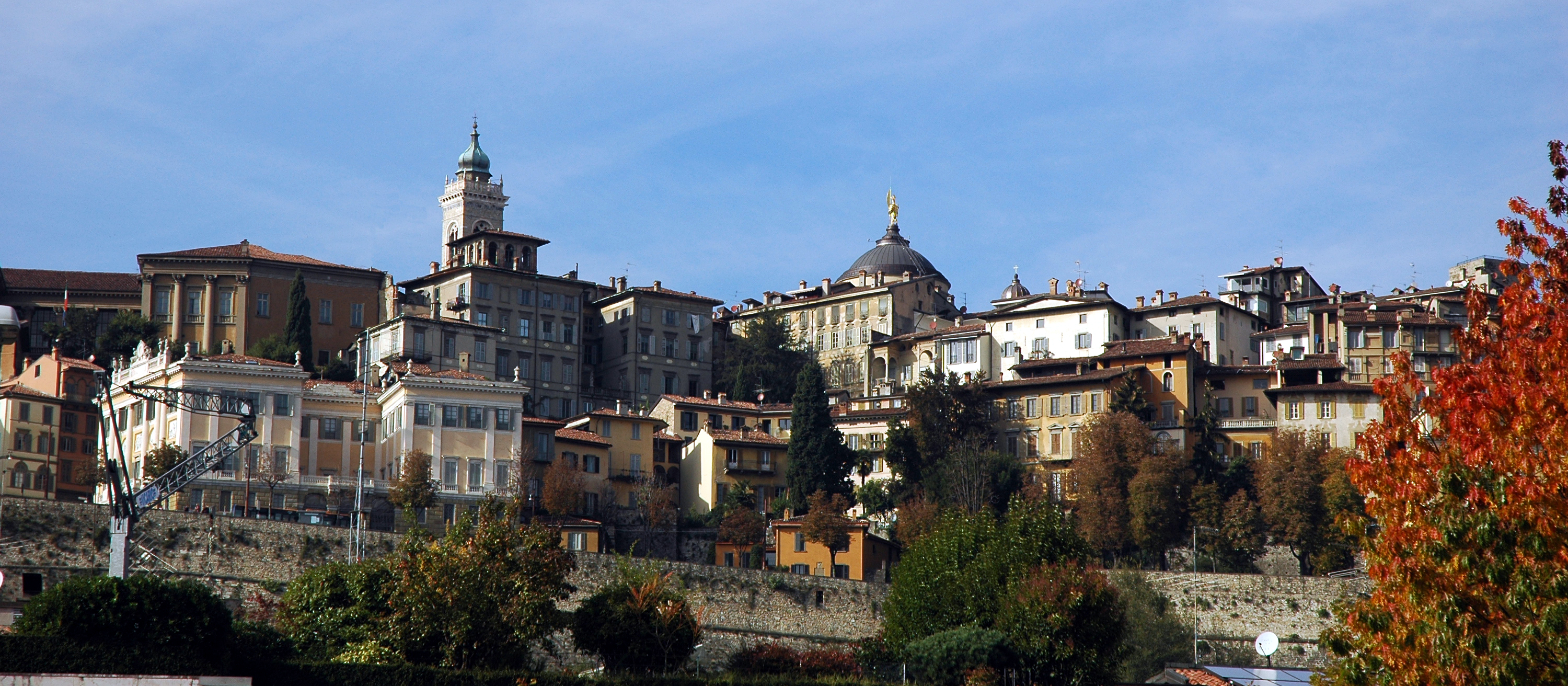
L'ensemble de la ville haute vue d'en bas.
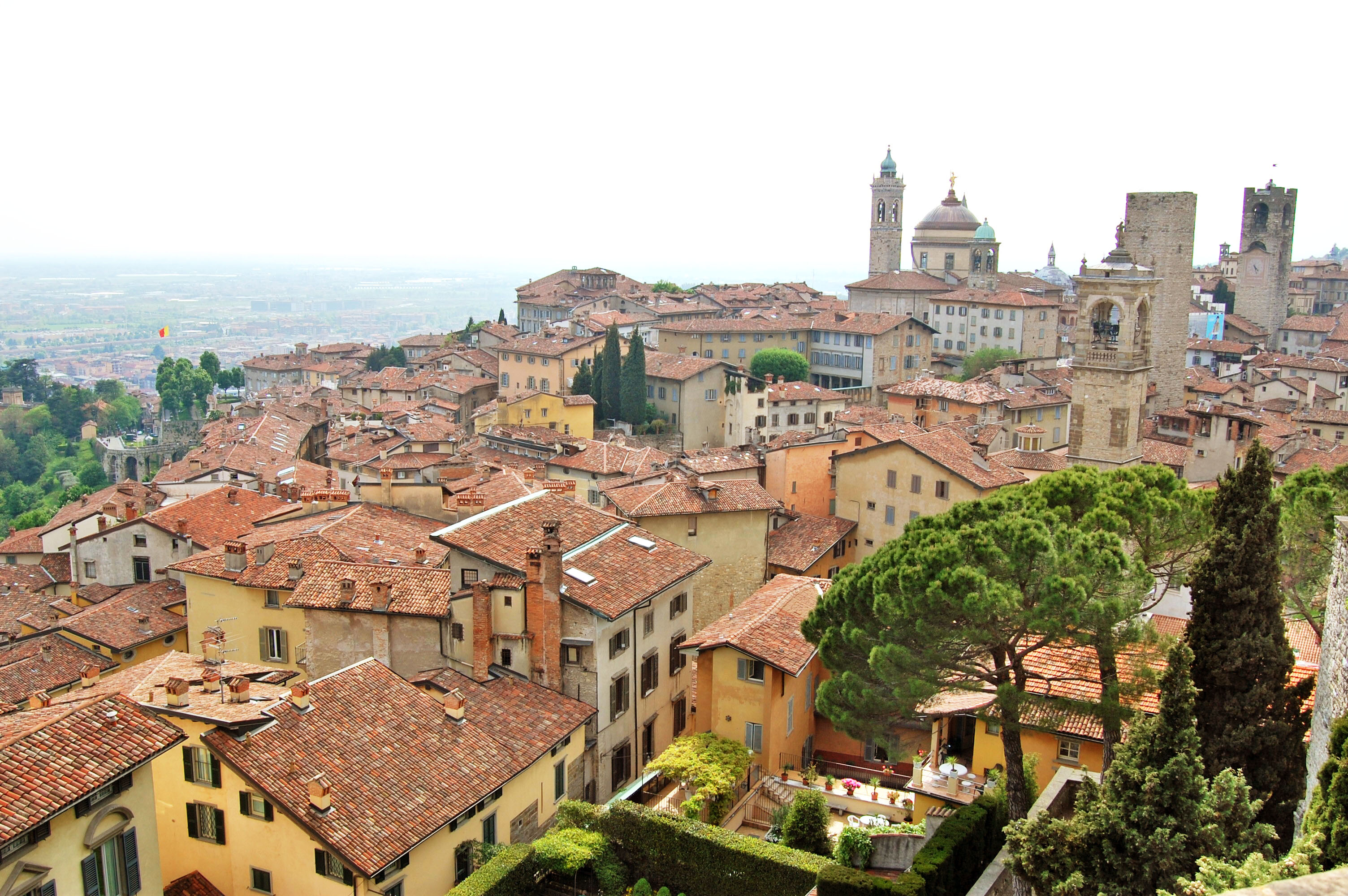
La ville haute.
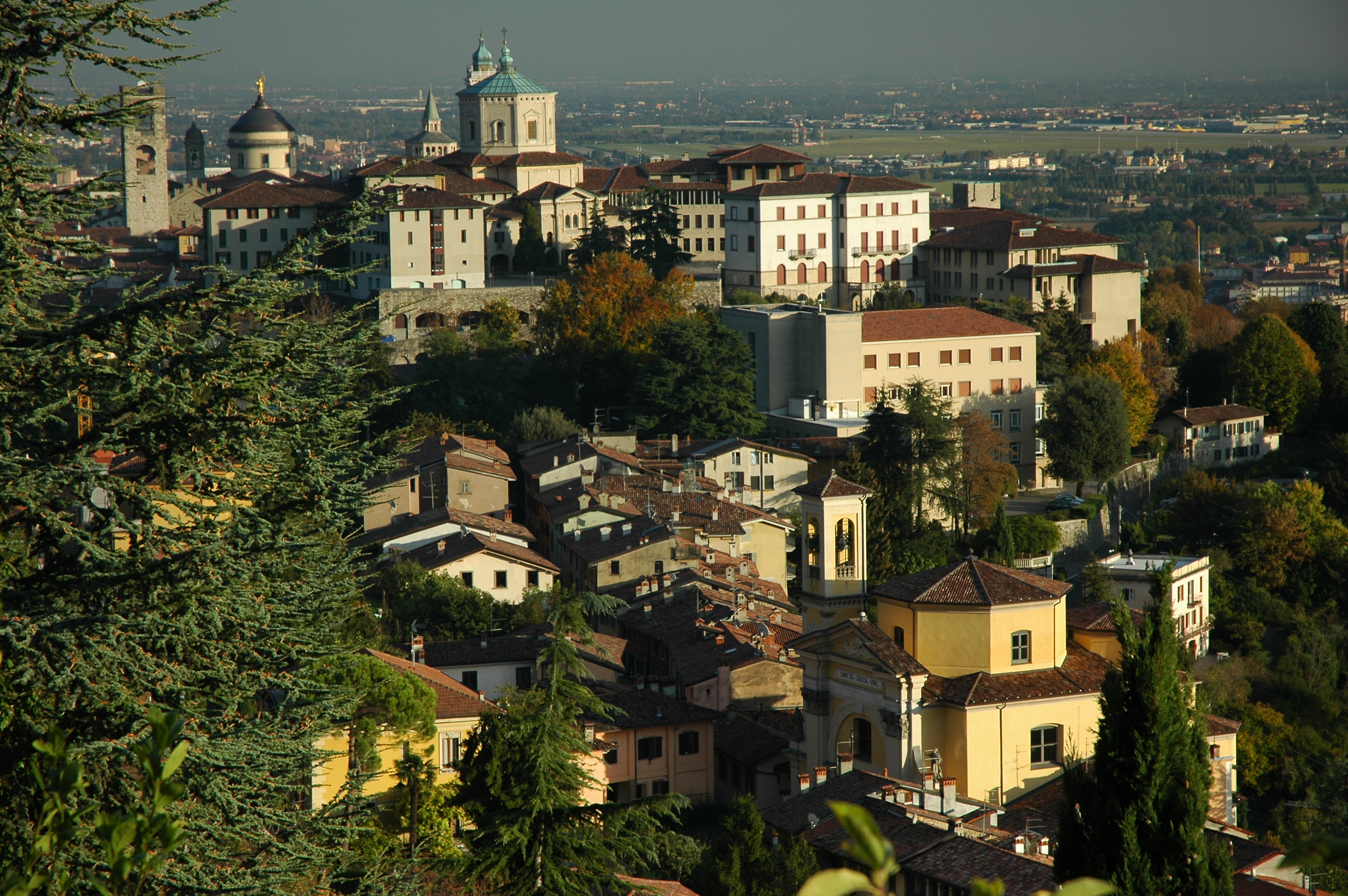
Città Alta.
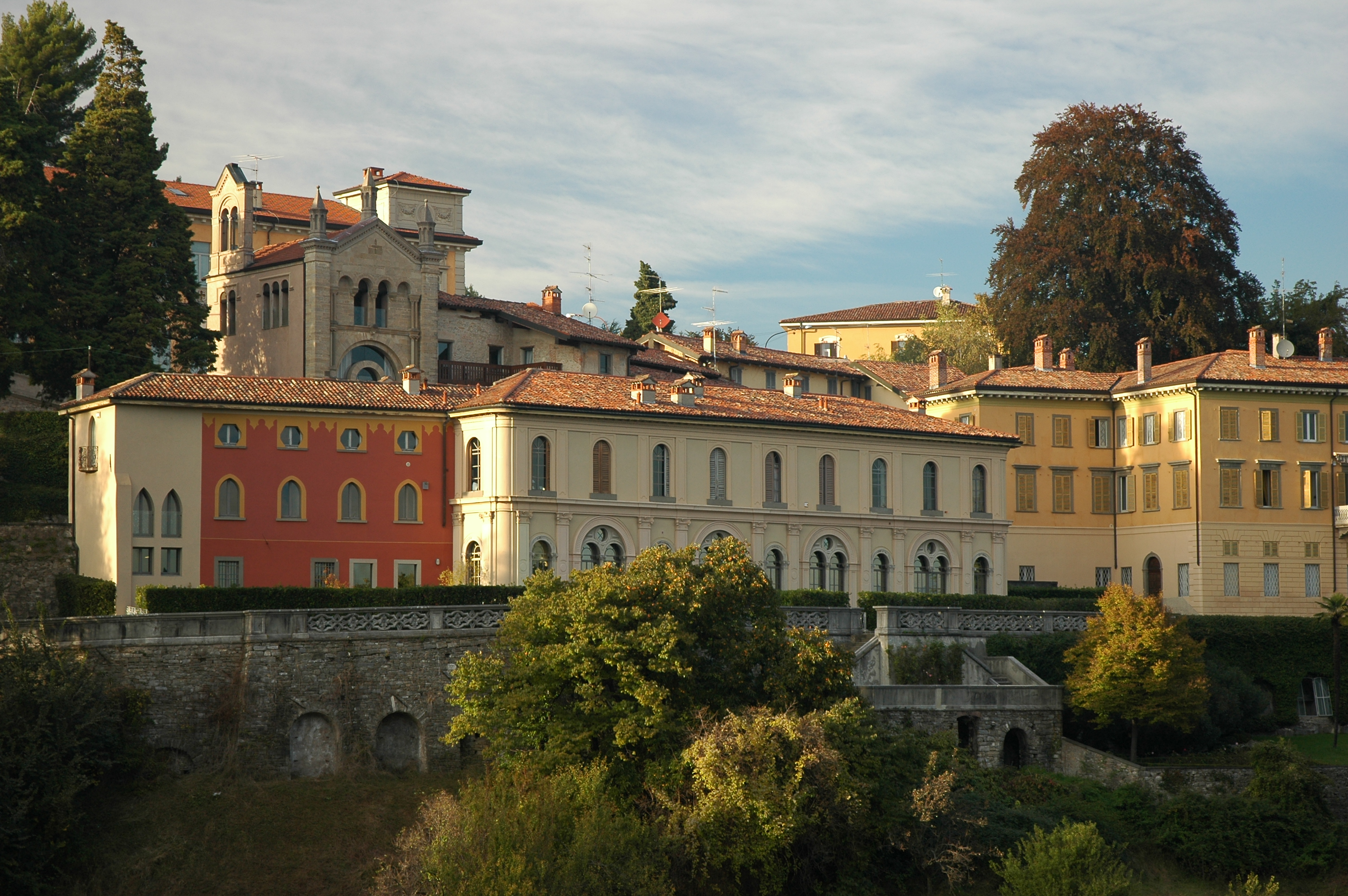
Città Alta.
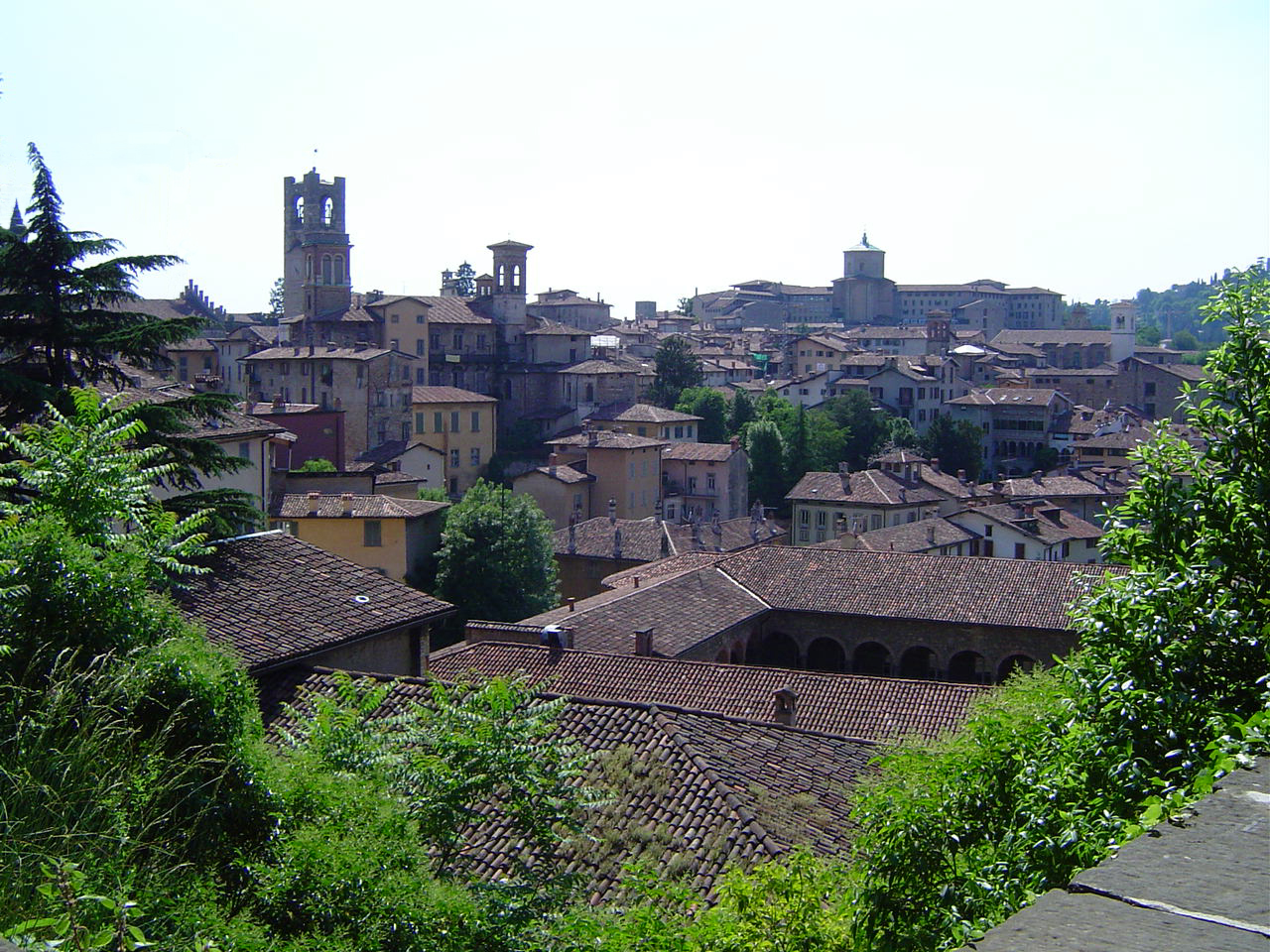
Città Alta.
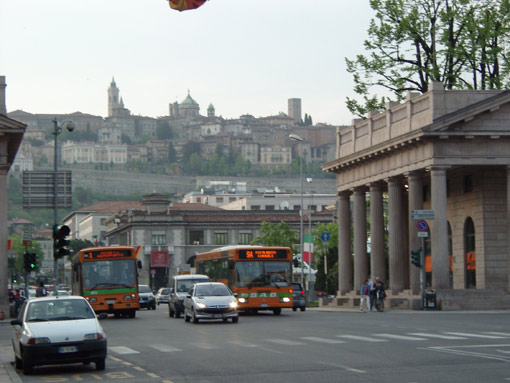
Porta Nuova & Città alta.
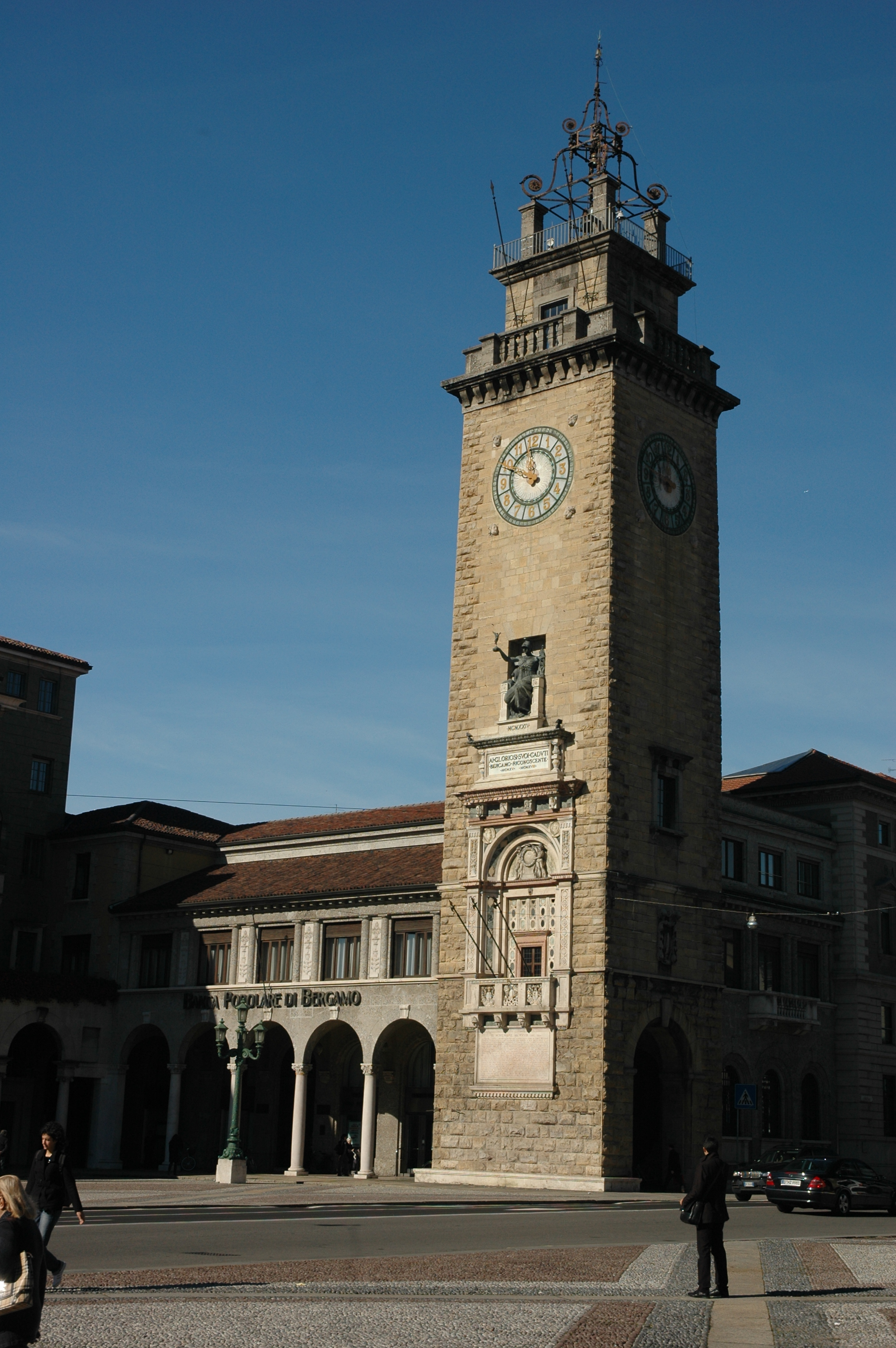
Torre dei Caduti
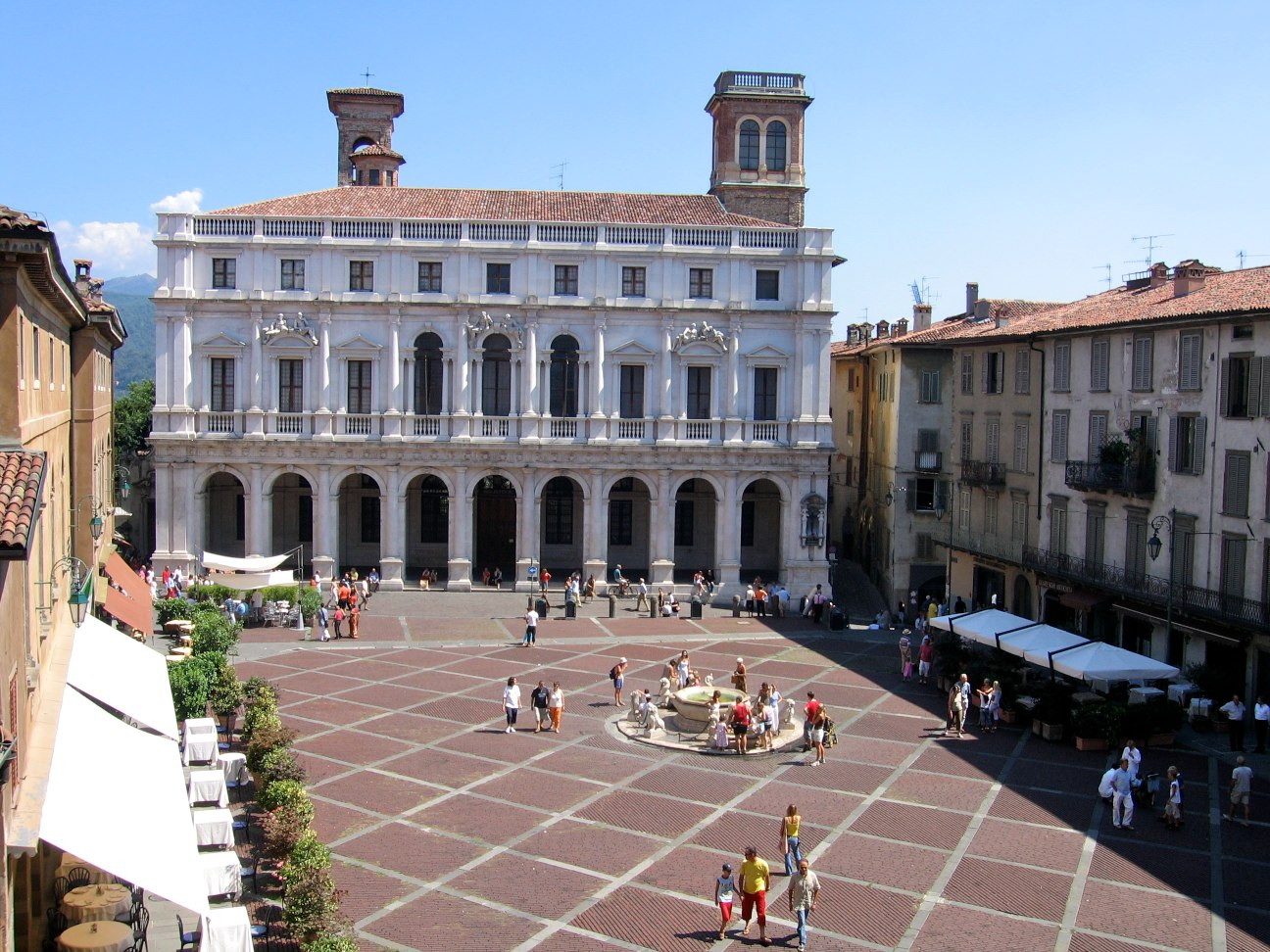
Piazza Vecchia.
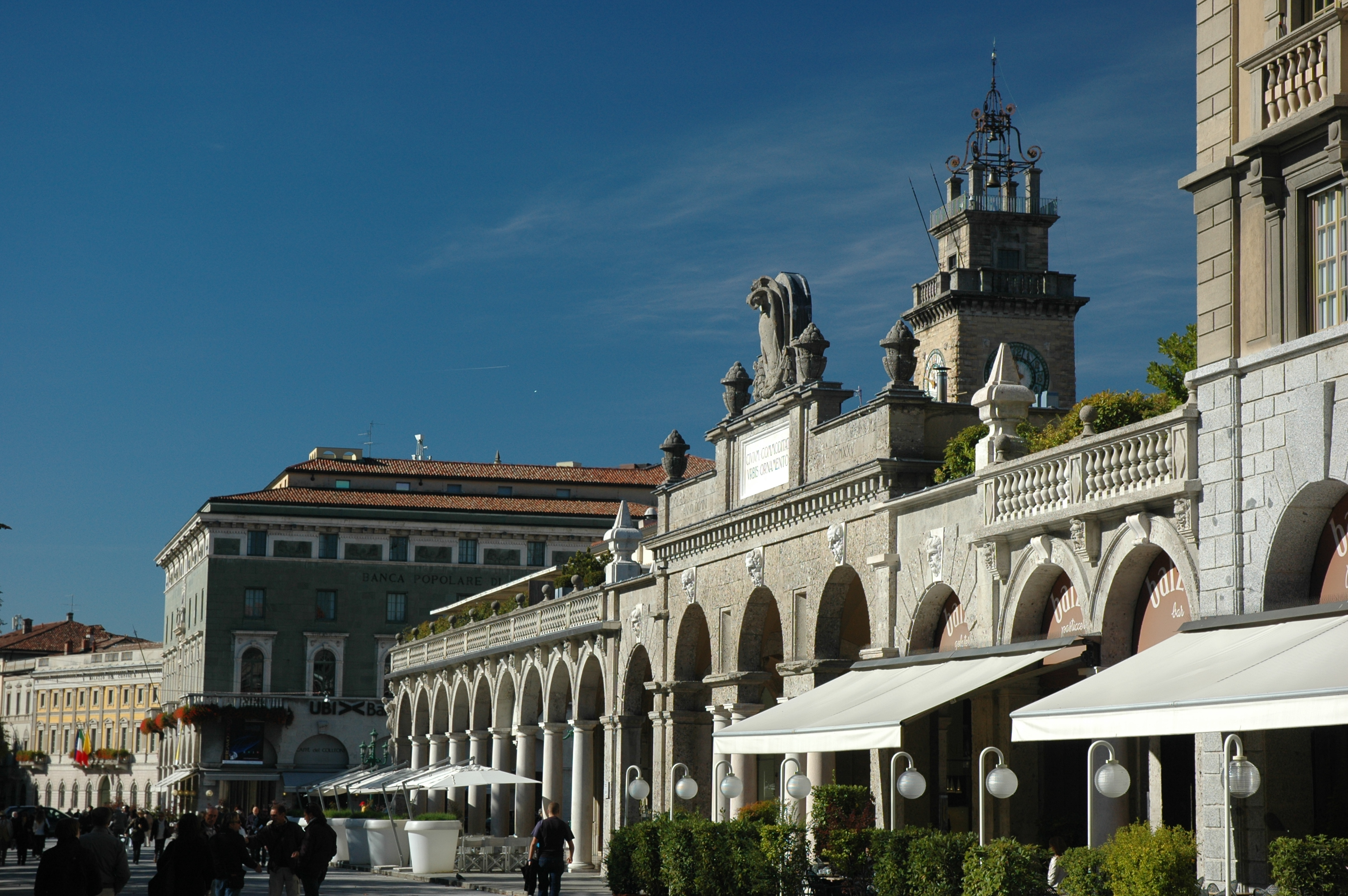
Centre Piacentini.
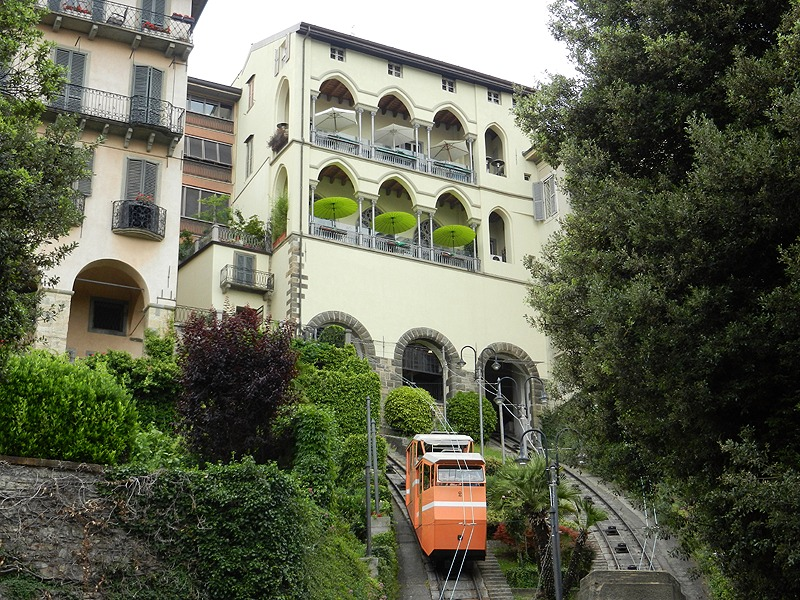
Funiculaire.

### Bas-Bergame
Le Bas-Bergame — dans le passé, on disait également « i borghi » — est le centre de la commune, abritant la préfecture et le siège de la province. La ville basse est traversée par le ruisseau Morla sur 8 kilomètres. Au début du XXe siècle, le quartier qui est le centre de la ville a été créé par Marcello Piacentini, dans lequel se trouvent les sièges institutionnels : hôtel de ville au palais Frizzoni, palais de justice, palais de la province, Poste centrale, Chambre de commerce, Banque d'Italie. Juste à côté se trouve la zone située entre la néo-classique Porta Nuova et le Sentierone — l'avenue délimitée par des arbres — pavée parce qu'au cours des siècles passés c'était là que se trouvait la station des carrosses. C'est là aussi que se trouve le théâtre Donizetti (1800). 
Bergame possède un aéroport (code AITA : BGY).

La ville basse
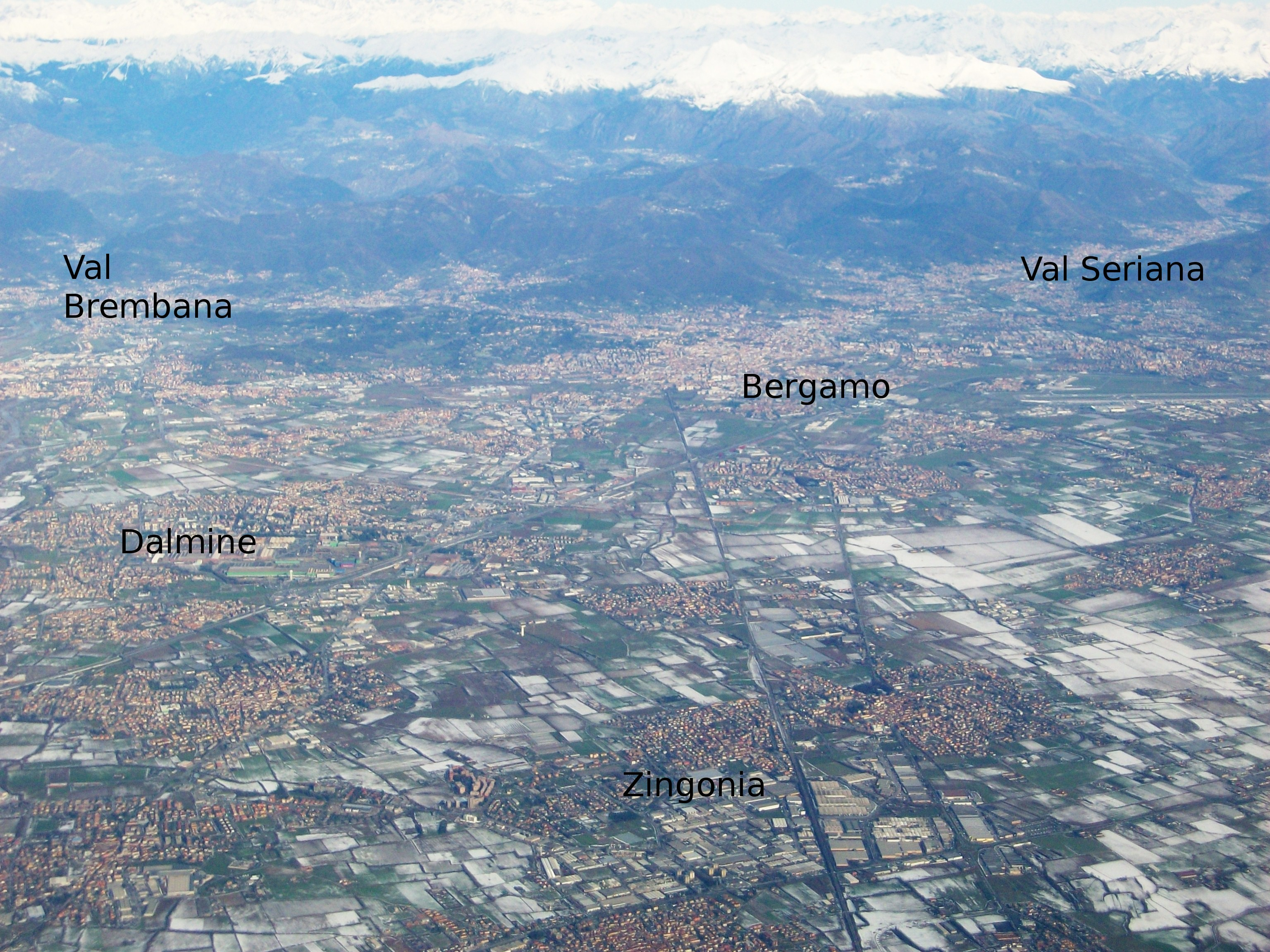
Vue aérienne.
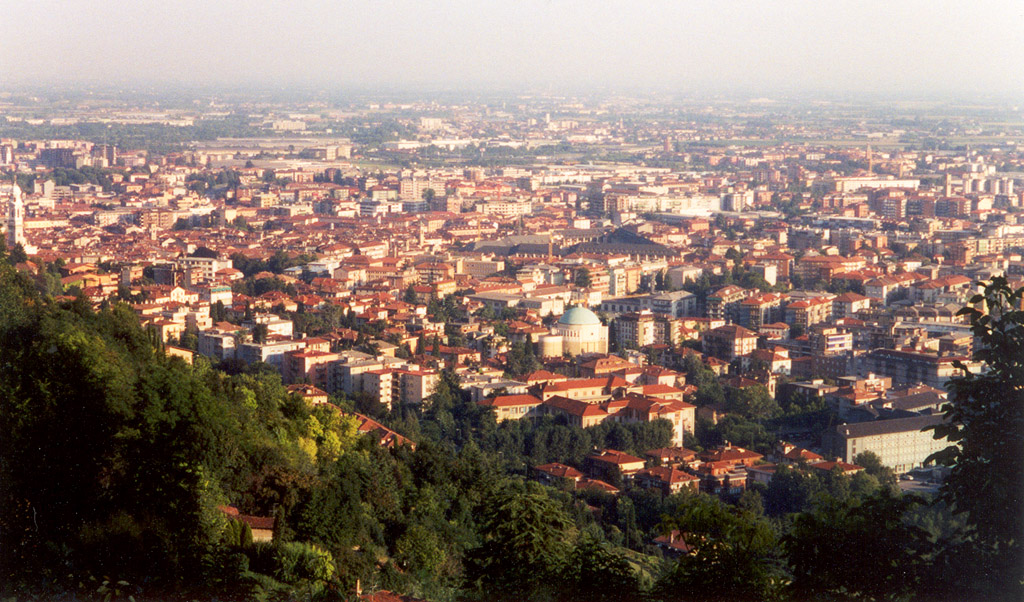
Panorama.
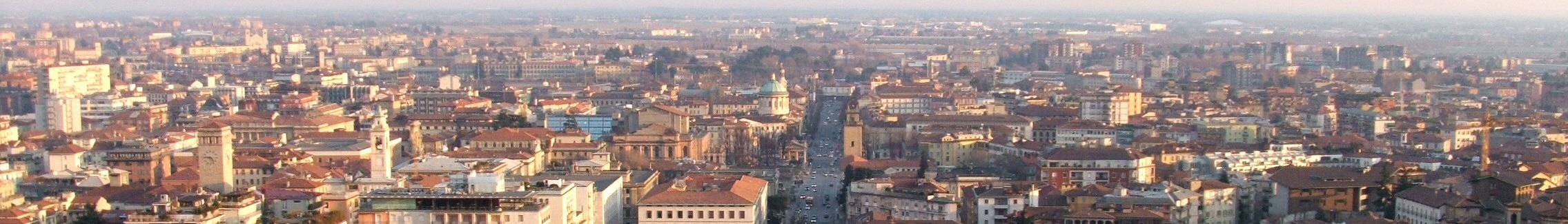
Città Bassa.
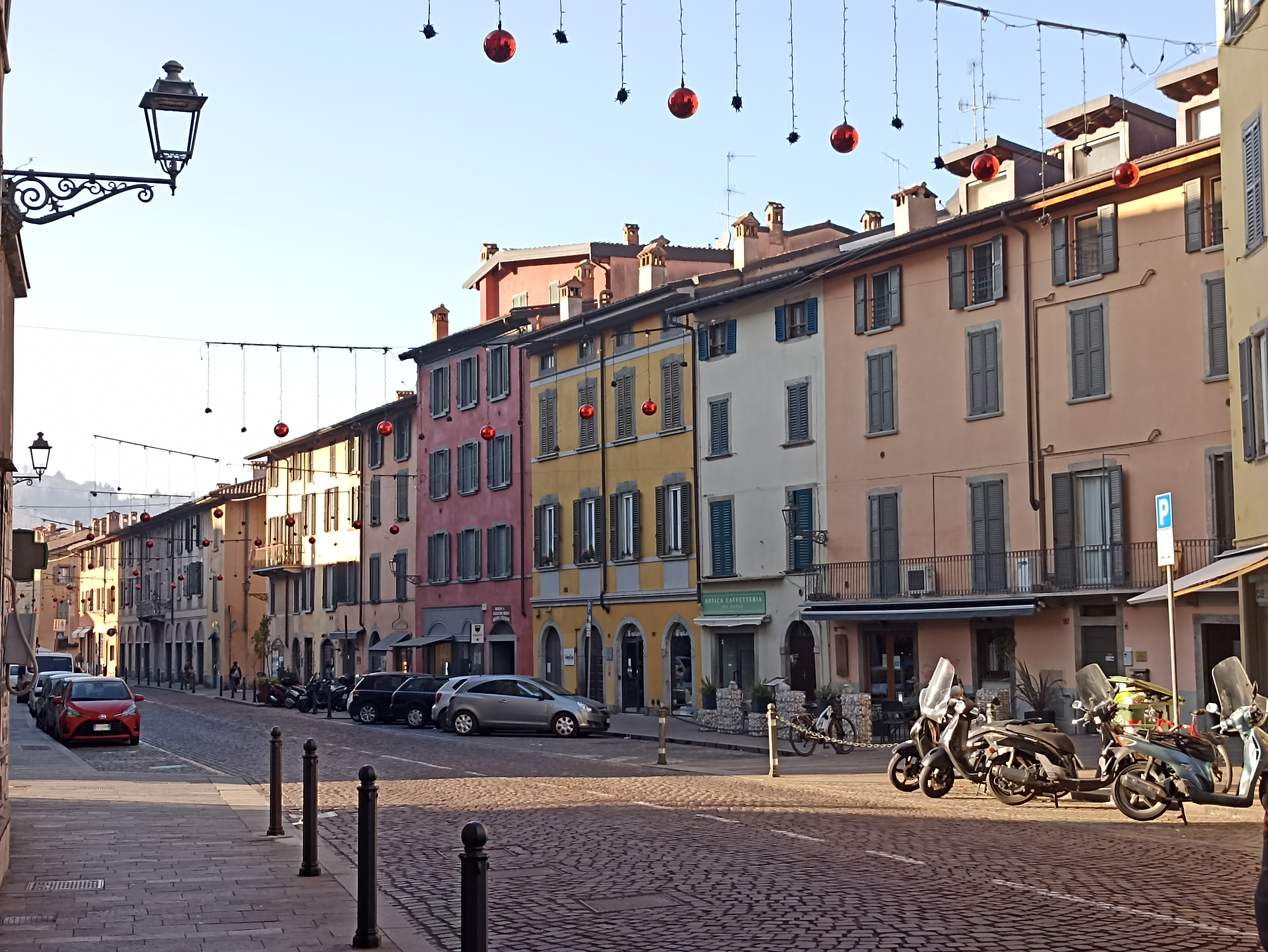
Quartier Borgo Santa Catarina.

### Climat
Bergame a un climat océanique, codé « Cfb » selon la classification de Köppen.

## Toponymie
Il existe de nombreuses hypothèses pour expliquer l'origine du toponyme Bergamo. En latin classique, le toponyme est attesté comme Bergomum, tandis que le latin tardif le mentionne comme Bergame. Une origine indo-européenne du nom a été proposée, par comparaison au grec Πέργαμον (Pergamon) « citadelle, forteresse » (faisant référence à des habitations fortifiées au sommet d'une colline), mais aussi à la base prélatine barga « chapeau » ou à des noms liguriens comme Bergima, ville proche de Marseille, à partir d'une racine *bherg « haut ».
L'historien et homme politique bergamasque Bortolo Belotti a lié le toponyme à d'anciens noms pré-celtiques, d'où le nom Bèrghem, dont Bergomum ne serait alors que la latinisation.
En l'absence de documents concernant les colonies germaniques dans la région avant la conquête romaine, on ne peut rapprocher le nom de Bergame de l'allemand moderne Berg « montagne » et Heim « maison », ni des mots suédois berg et hem, de mêmes sens.
Le toponyme utilisé dans le dialecte bergamasque est Bèrghem.

## Histoire

### Chronologie
(juin 2019).

## Politique et administration
La ville est dirigée par un maire et un conseil de trente-deux membres élus pour cinq ans. Depuis 2014, le maire est Giorgio Gori, membre du Parti démocrate, réélu le 26 mai 2019. Le Parti démocrate dirige la ville avec Italie en commun et une liste civique.

### Frazione

- Circoscrizione 1

Borgo Pignolo - Borgo Palazzo - Borgo San Lorenzo - Sant'Alessandro - Centro cittadino - Celadina - Viale Venezia - Malpensata - Boccaleone - Campagnola
- Circoscrizione 2

Loreto - Longuelo - San Paolo - Santa Lucia - Colognola al Piano - San Tomaso de' Calvi - Villaggio degli Sposi - Carnovali - Grumello del Piano
- Circoscrizione 3

Città Alta - Colli - Monterosso - Valtesse - Conca Fiorita - Borgo Santa Caterina - Redona

### Évolution démographique
Habitants recensés

## Économie, tourisme

### Transports
- Gare de Bergame-Ospedale
- Aéroport international de Bergame-Orio al Serio (Le Caravage)
- Funiculaire de Bergame-San Vigilio
- Funiculaire de Bergamo Alta

### Gastronomie

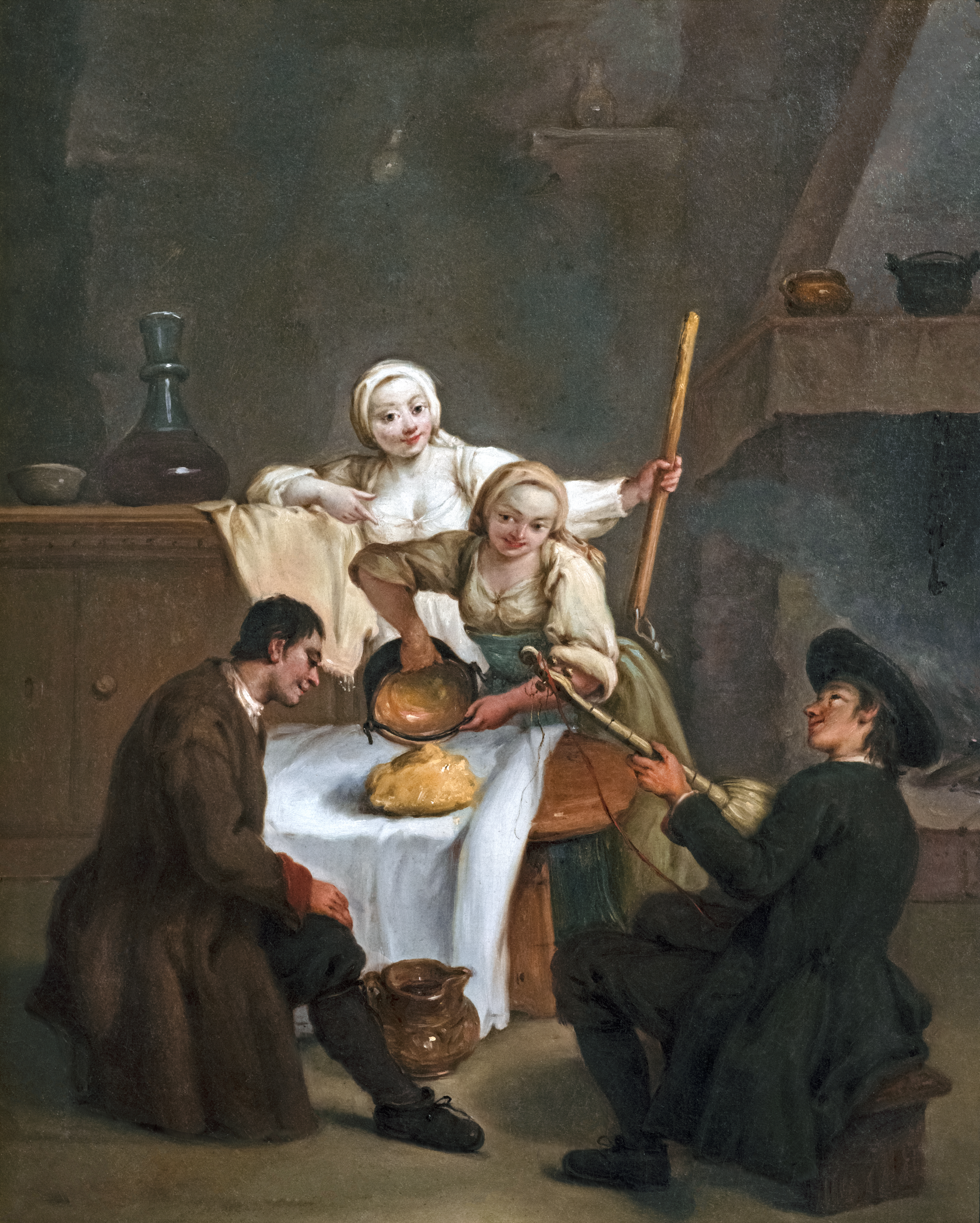
La Polenta de Pietro Falca dit Longhi.

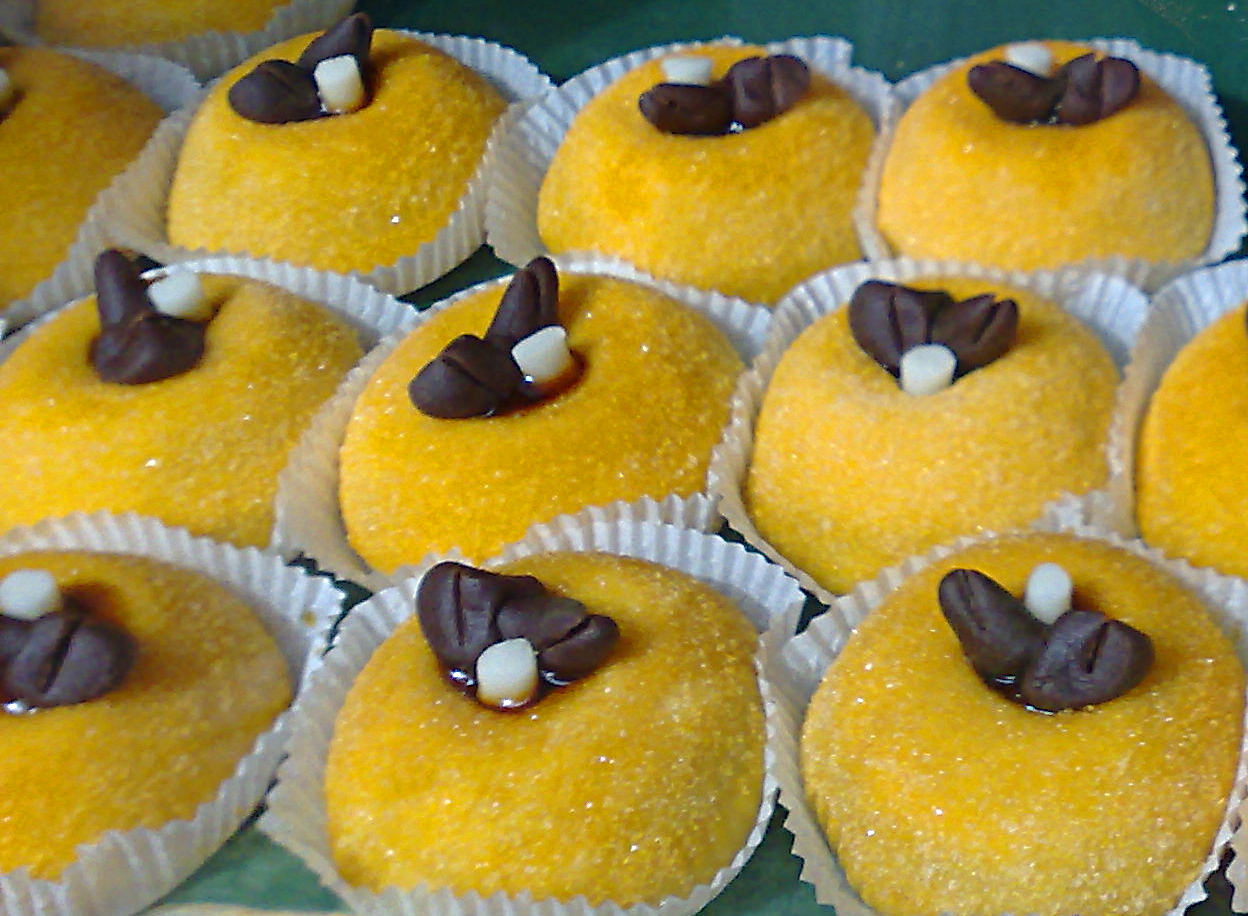
Polenta e osei, dessert traditionnel.

La configuration géographique de la région bergamasque a contribué à l'élaboration d'une gastronomie montagnarde qui se base principalement sur la polenta, les fromages et la viande.
La polenta, faite à base de farine de maïs bouillie, est le symbole de la cuisine bergamasque. La farine de maïs doit cuire très longtemps dans un chaudron en cuivre et doit être remuée en permanence durant sa cuisson à l'aide d'un gros bâton appelé tarello. Avant que leur chasse soit interdite, le plat de fête traditionnel était la polenta accompagnée de petits oiseaux sauvages. Pour la population la plus pauvre, la polenta était accompagnée principalement de fromage et de beurre, c'est la polenta taragna.
Le fromage le plus typique de Bergame vient de la vallée Brembana qui surplombe la ville. Son nom demeure le terme dialectal bergamasque Formai de mut qui signifie fromage des alpages. C'est un fromage de vache à pâte cuite parfumé qui peut être consommé aussi bien tel quel que dans les préparations culinaires bergamasques.
Le dessert traditionnel bergamasque se nomme Polenta e osei. C'est une génoise en forme de demi-sphère et colorée en jaune pour imiter la belle couleur dorée de la polenta, et farcie de pâte d'amande et de mousse au chocolat. On dispose sur le sommet de petits oiseaux en chocolat qui rappellent les oiseaux sauvages d'antan.
La spécialité locale de l'apéritif Spritz ne comporte pas de vin pétillant de Prosecco mais du vin rouge et du Campari et se nomme Donizetti Spriss.

## Lieux et monuments

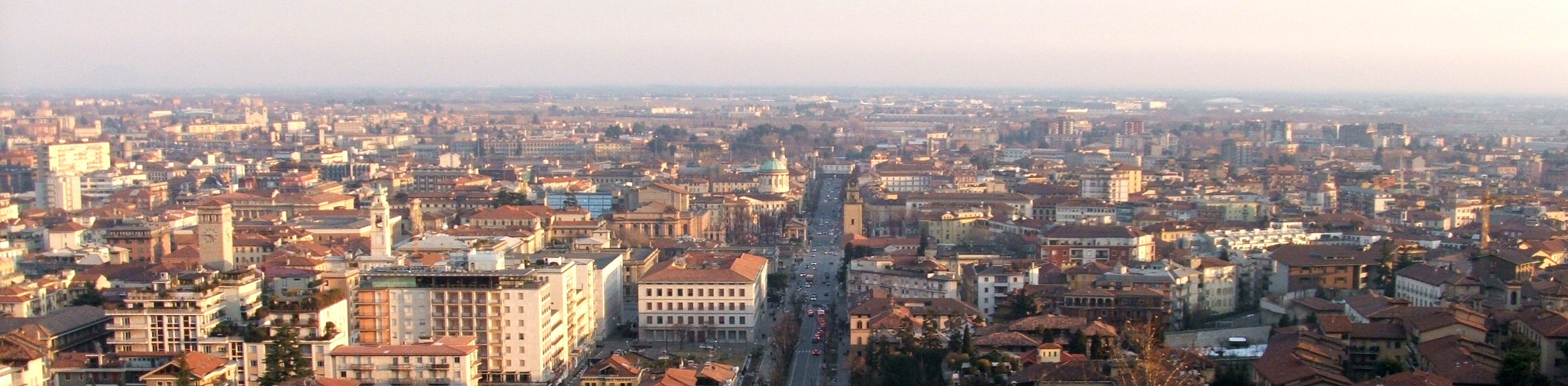
Vue panoramique de la ville basse de Bergame depuis la Porte Saint-Jacques (la rue au centre est l’avenue Vittorio Emmanuele II).

### Patrimoine civil
- Piazza Vecchia : située au cœur de la ville haute, elle a longtemps été le centre politique de la cité.
- Palazzo della Ragione : érigé au XIIe siècle, il a été reconstruit par Pietro Isabello (it) au XVIe siècle.
- Campanone (it) : tour médiévale d'une hauteur de 52 mètres, construite au XIIe siècle, qui domine la ville haute.
- Les remparts vénitiens : classés au Patrimoine mondial de l'UNESCO depuis 2017[17], ils ont été construits par Venise au XVIe siècle et sont très bien conservés car n'ayant jamais servi. Longs de 6 km, ils se composent de 14 bastions et 4 portes : 
  - porte San Giacomo : elle a été construite au XVIe siècle. C'est une des quatre portes par lesquelles on entrait dans la ville haute. Le blason du Lion de saint Marc rappelle la domination vénitienne ;
  - porte Sant'Alessandro ;
  - porte Sant'Agostino ;
  - porte San Lorenzo.
- Théâtre Donizetti : il a été construit à la fin du XVIIIe siècle et ultérieurement rebaptisé en l'honneur du compositeur bergamasque Donizetti[18].
- La Porta Nuova : porte monumentale de style néo-classique en forme de propylée, construite en 1837.

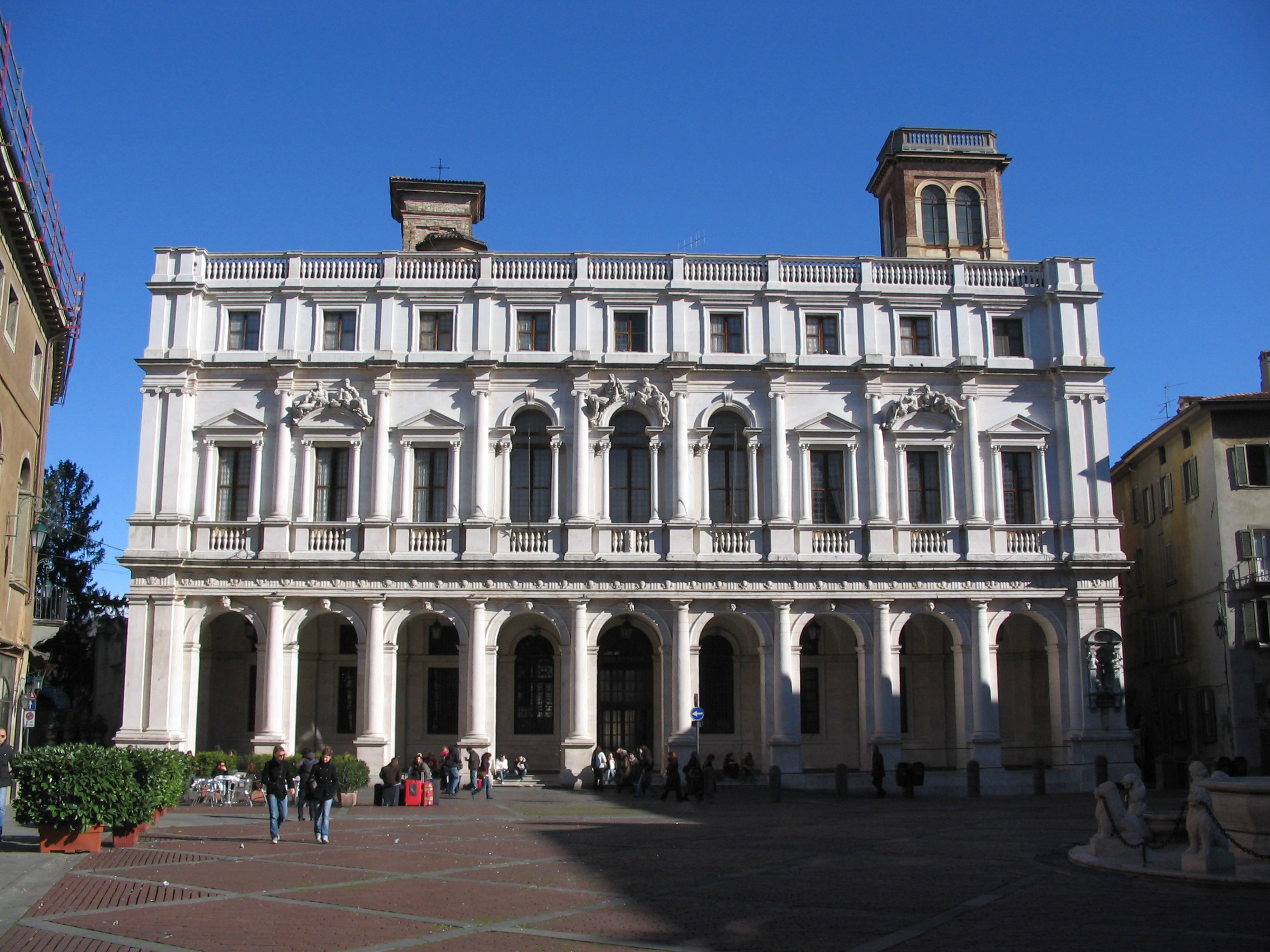
Le Palazzo Nuovo et la bibliothèque Angelo Mai (Piazza Vecchia).
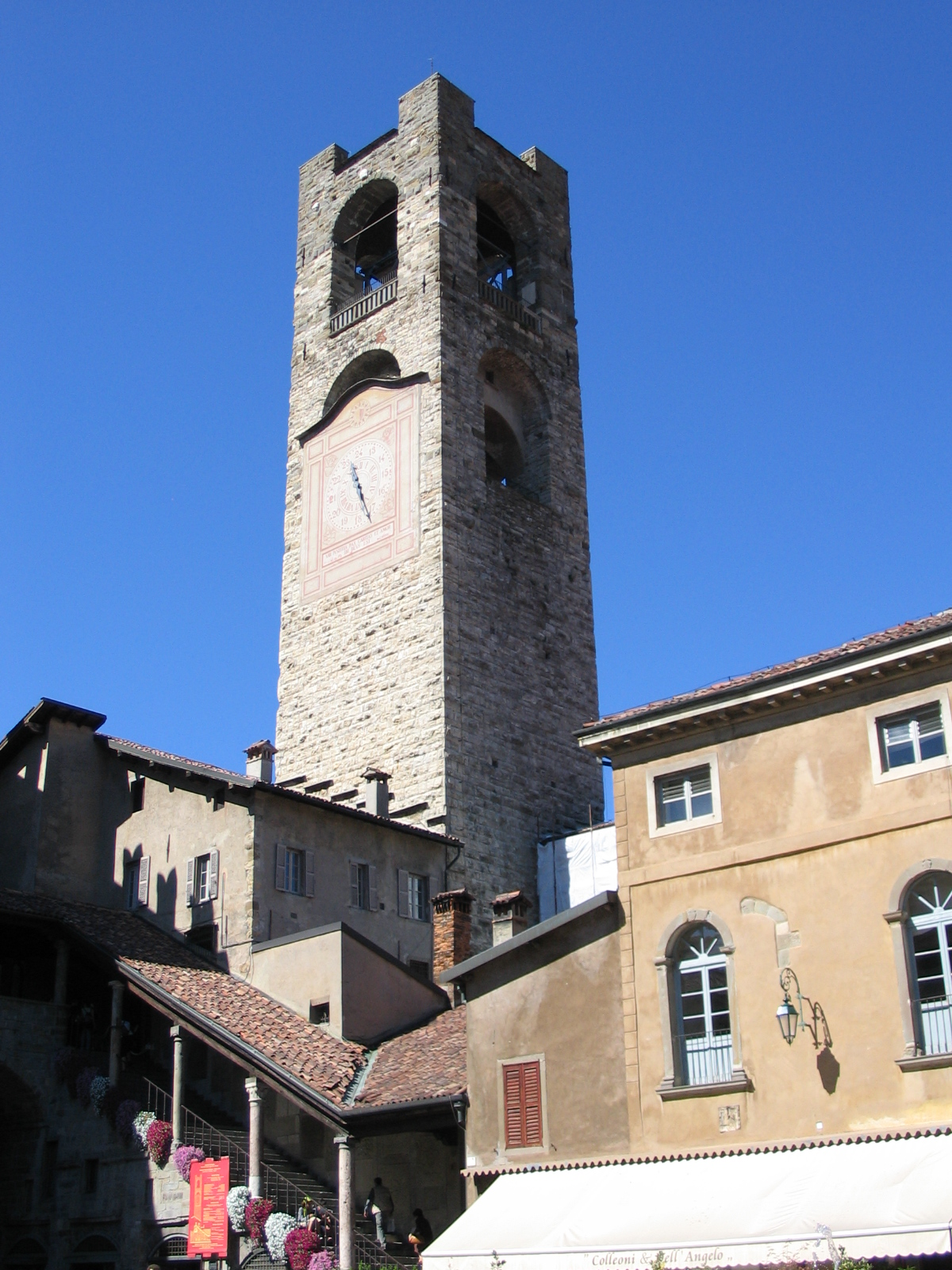
Campanone (Piazza Vecchia).
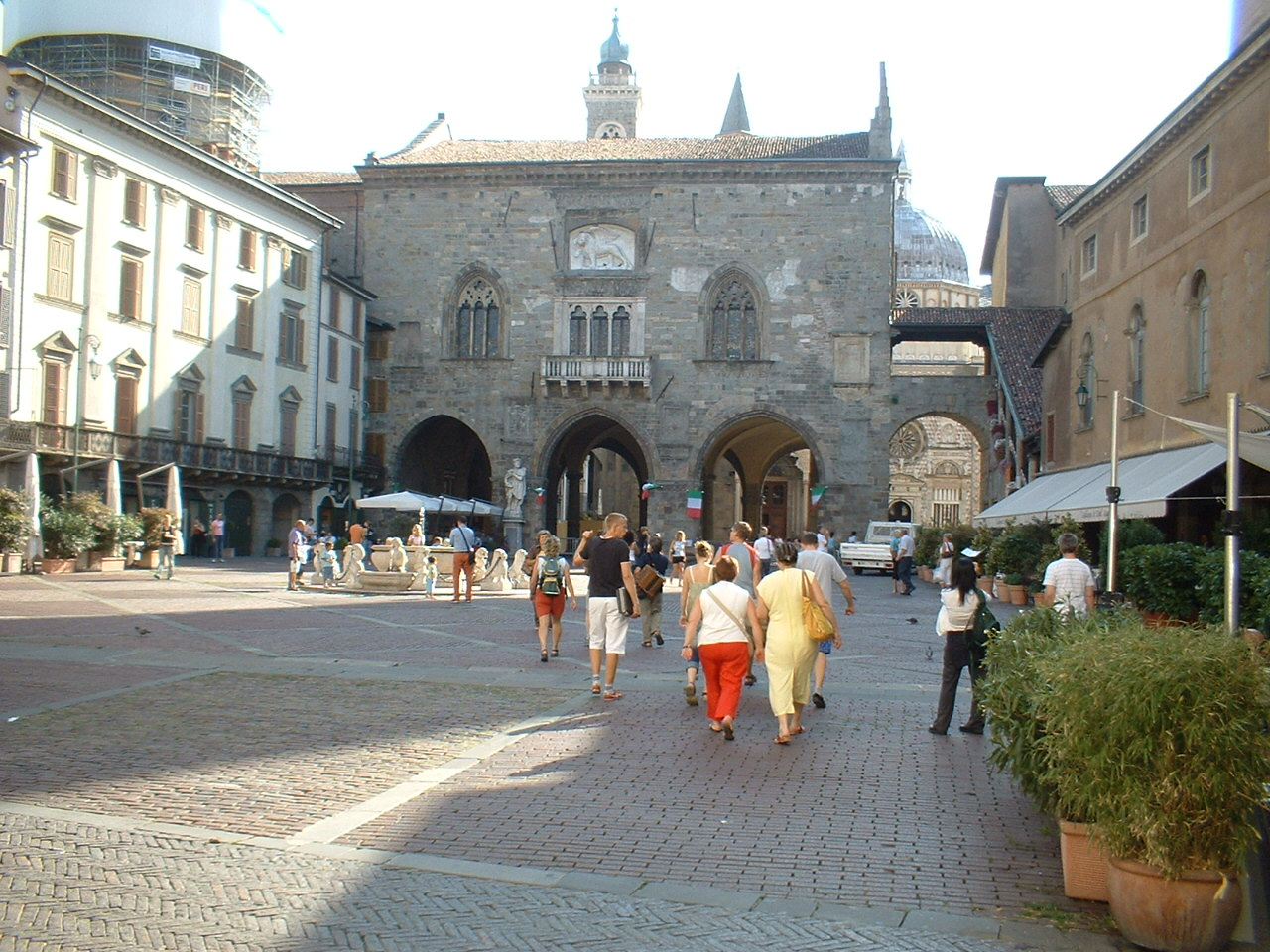
Le Palais de la Raison (Piazza Vecchia).
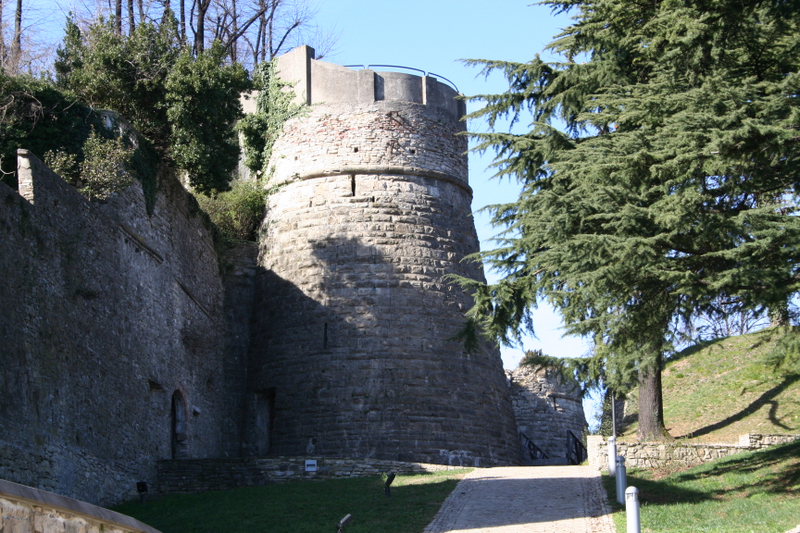
Le Château San Vigilio.
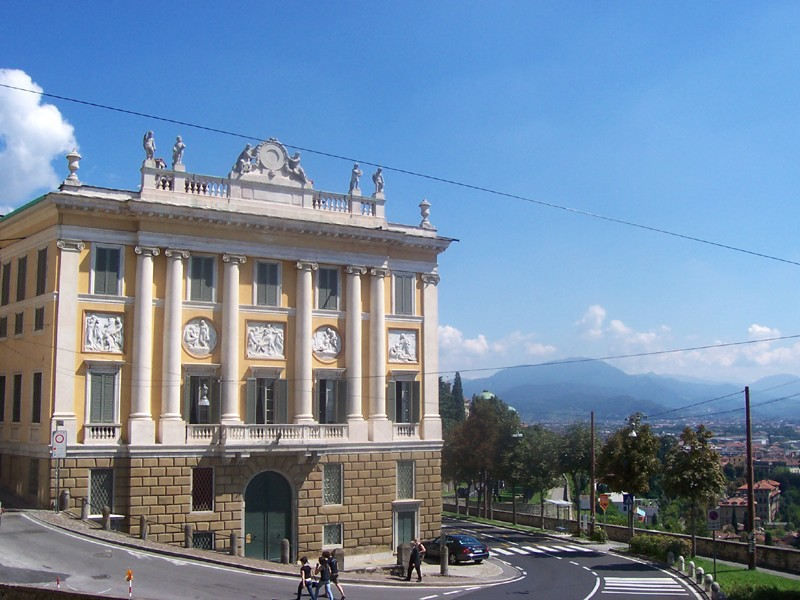
Le Palais Medolago.
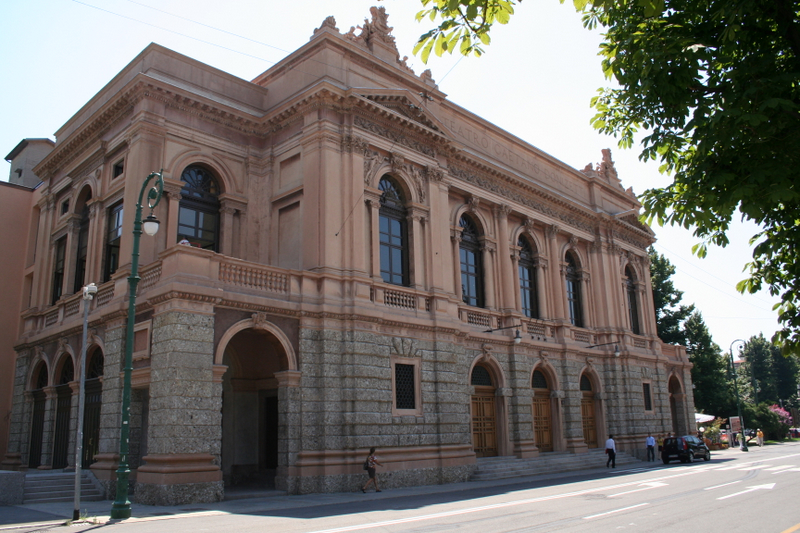
Le Théâtre Donizetti.
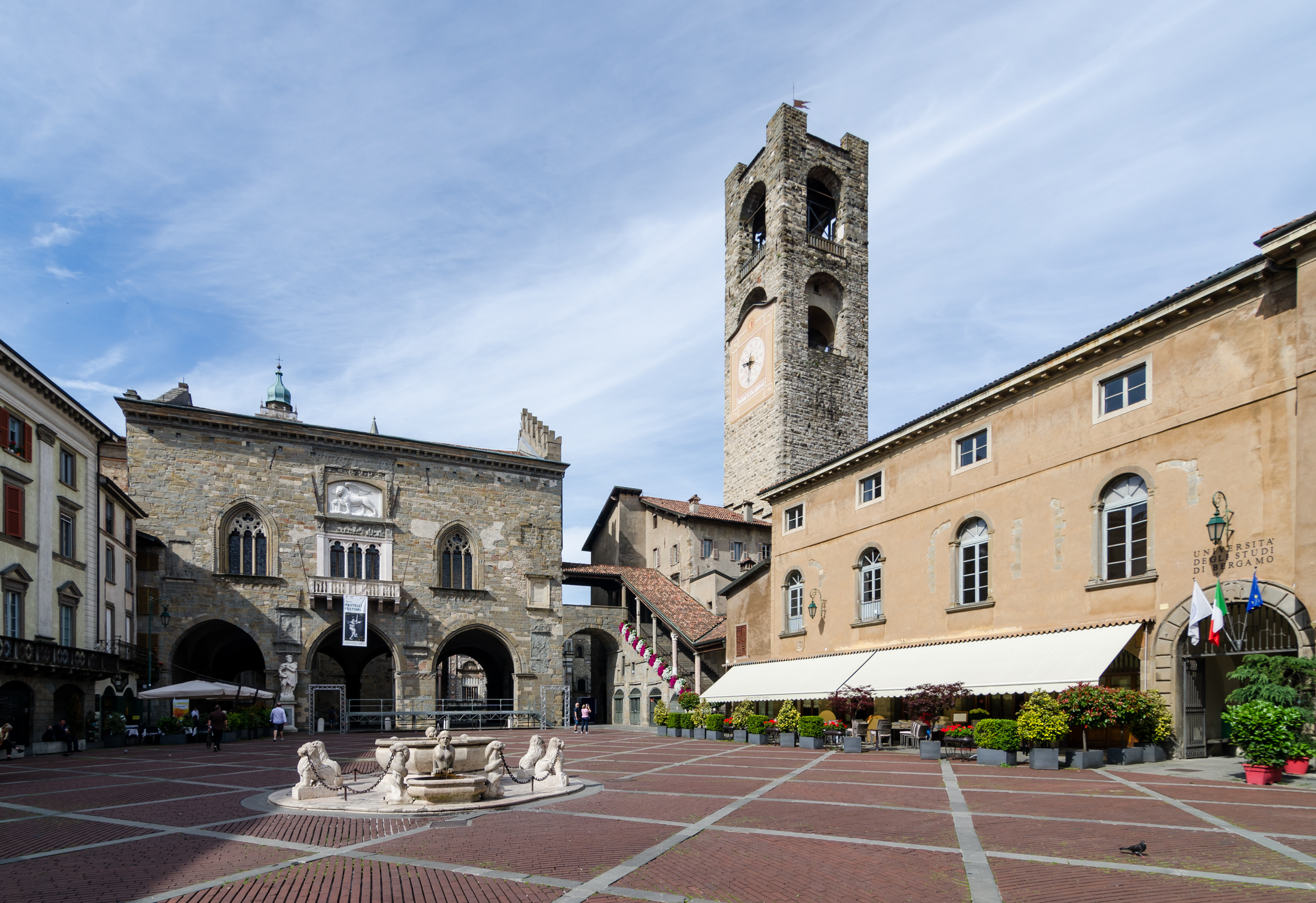
La Piazza Vecchia.
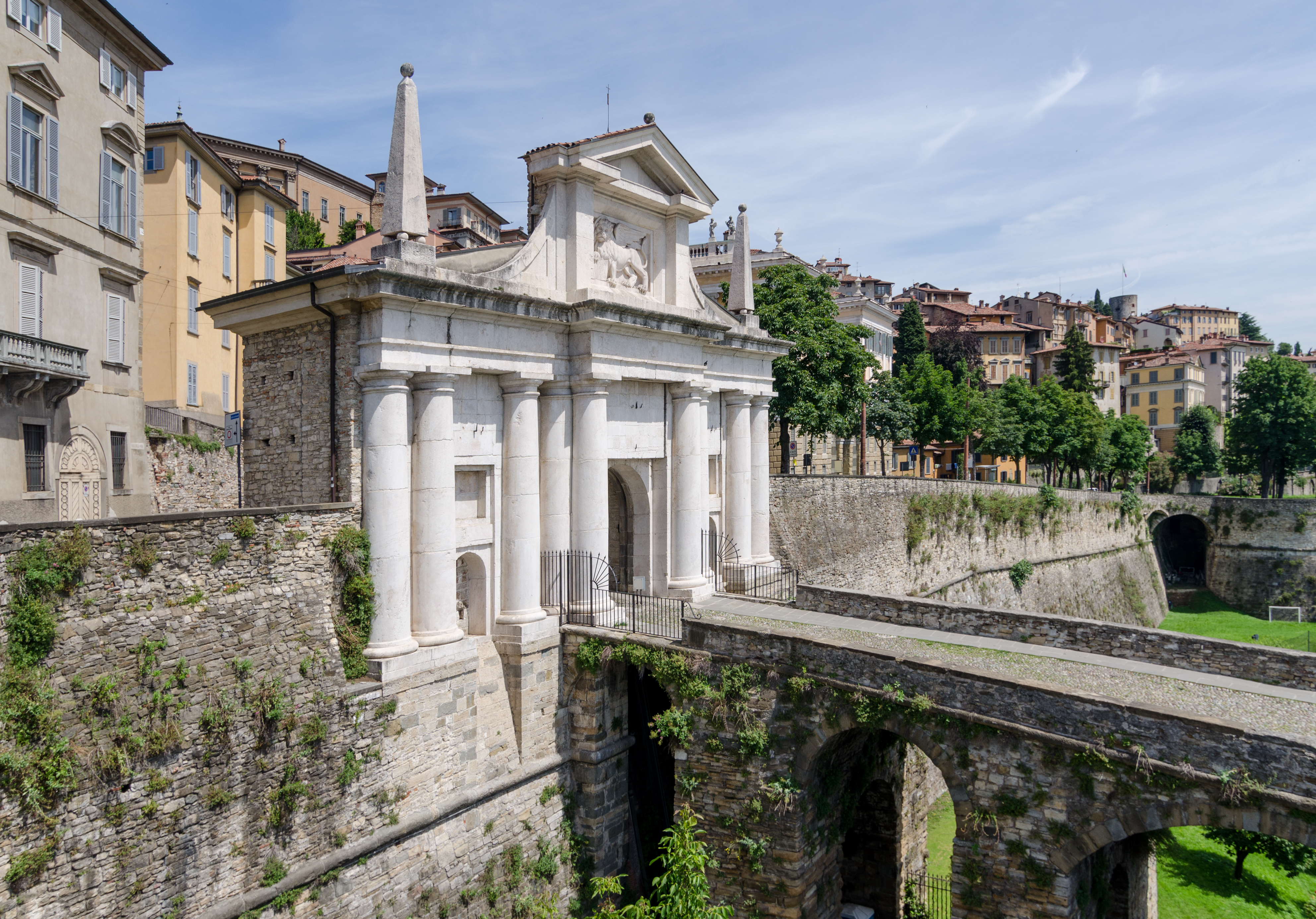
La Porta San Giacomo.

### Patrimoine religieux
- La basilique Santa Maria Maggiore : commencée au XIIe siècle, les travaux ont duré 500 ans.
- La cathédrale, construite à partir du XVe siècle.
- Le baptistère : construit en 1340 par Giovanni da Campione, à plan octogonal.
- La chapelle Colleoni : construite par l'architecte Giovanni Antonio Amadeo sur la commande du célèbre condottiere Bartolomeo Colleoni, c'est un monument remarquable de la Renaissance lombarde.
- Le tempietto di Santa Croce : chapelle médiévale octogonale du XIIe siècle.
- Église Santi Bartolomeo e Stefano
- Église Sant'Alessandro in Colonna

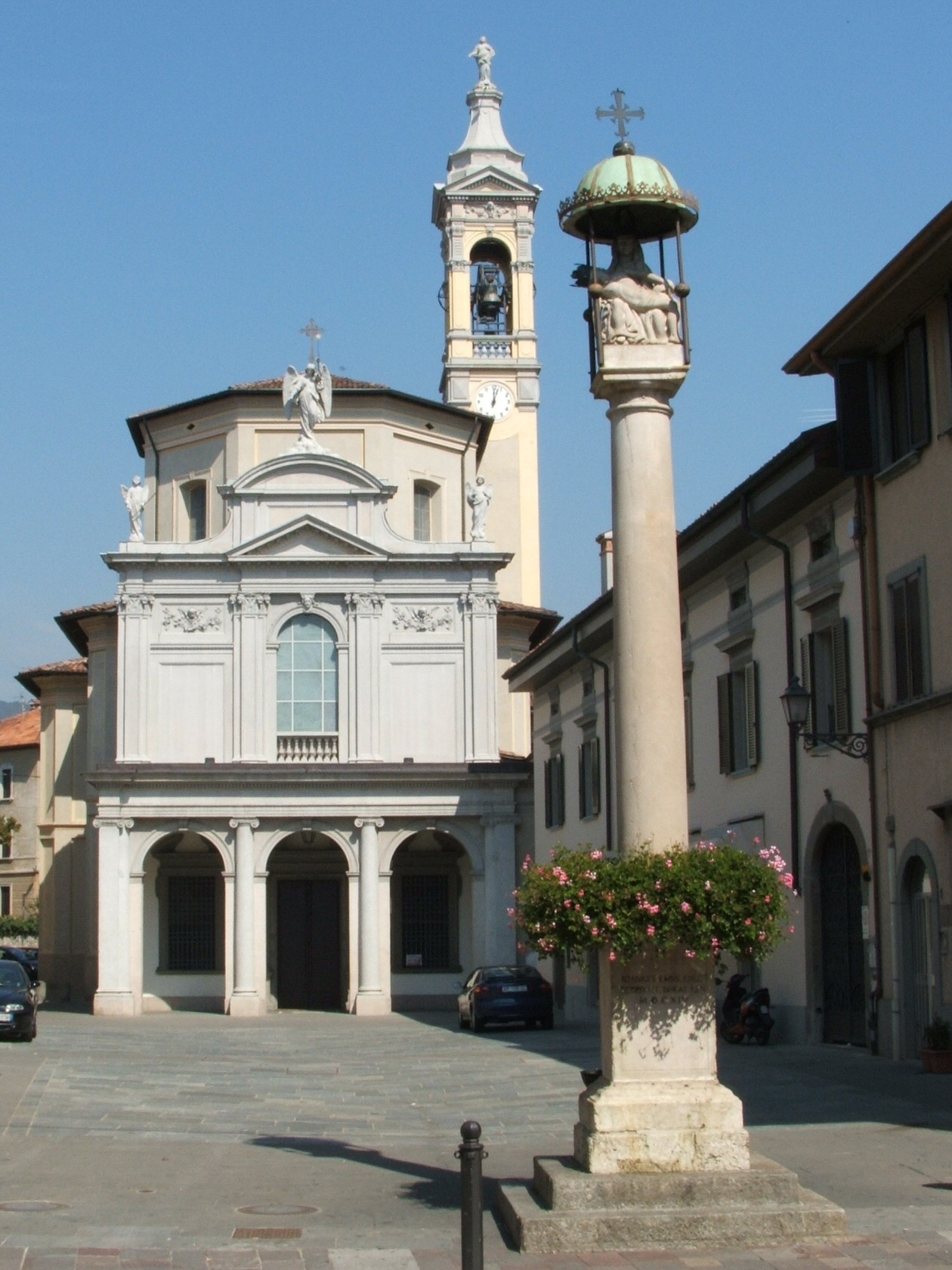
Sanctuaire de la Vierge (Santa Caterina).
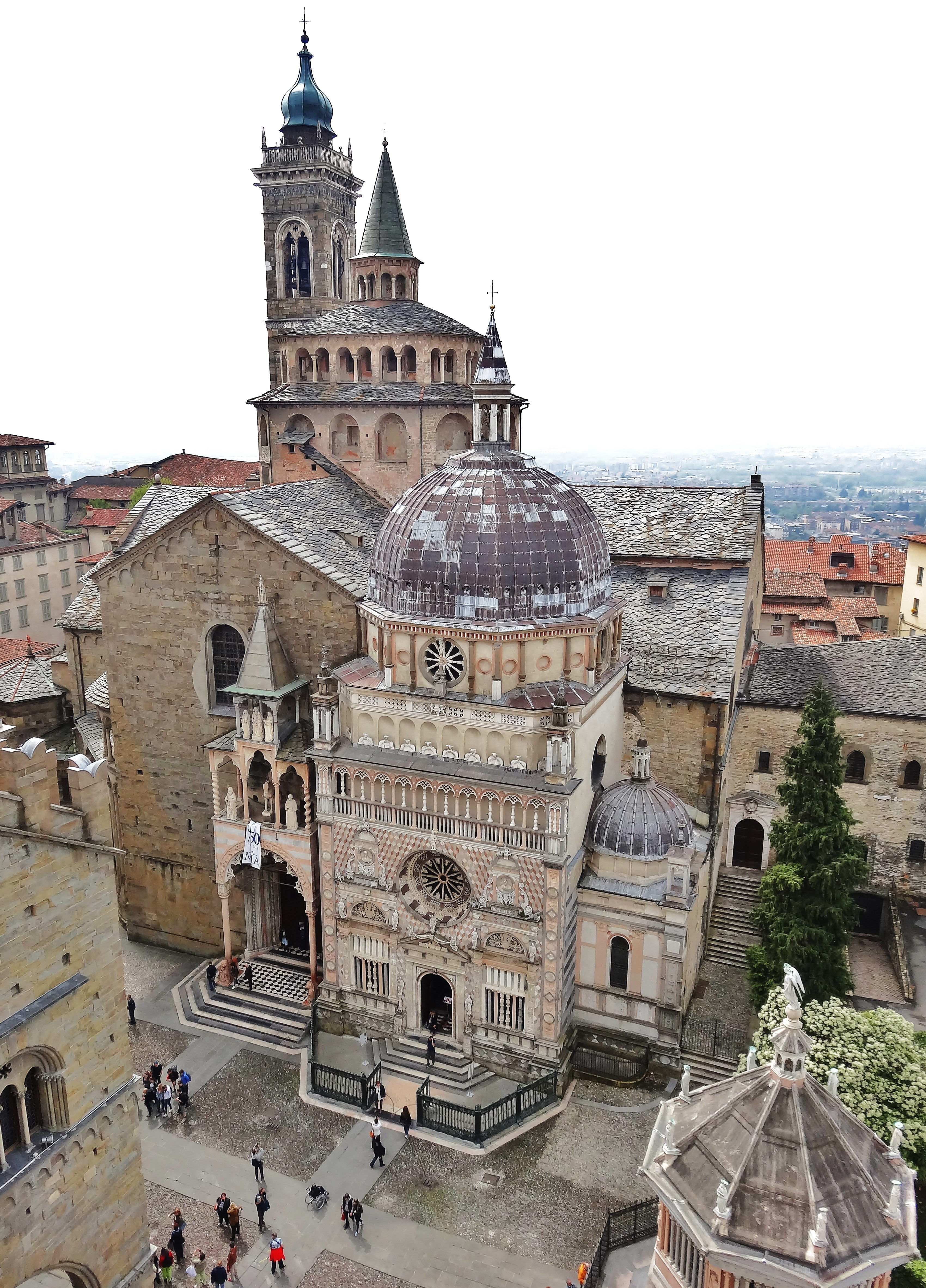
Basilique Santa Maria Maggiore et chapelle Colleoni.
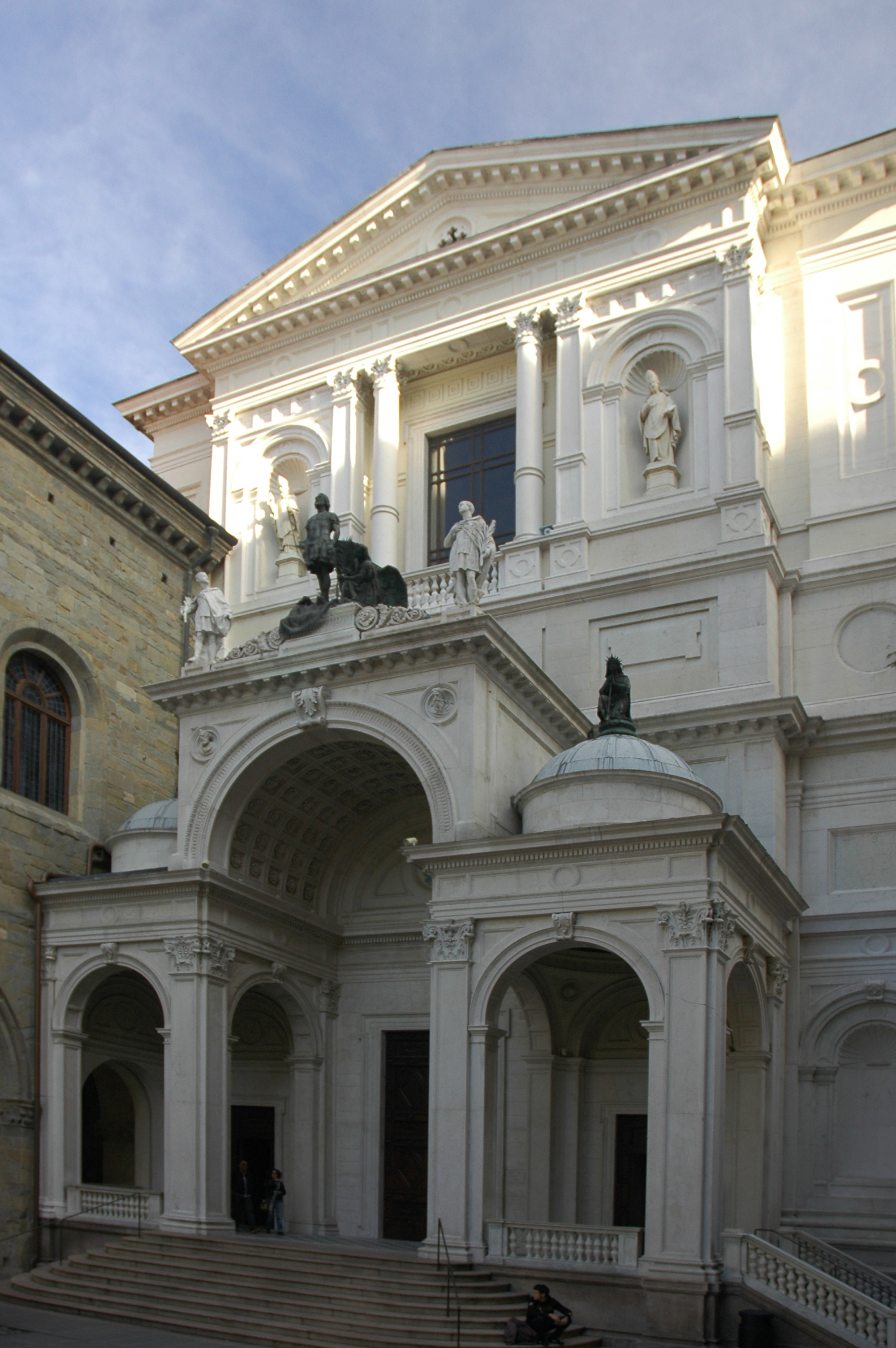
Cathédrale de Bergame.

### Musée
- Académie Carrara : musée des Beaux-Arts et son école, avec plus de 1 800 tableaux exposés.

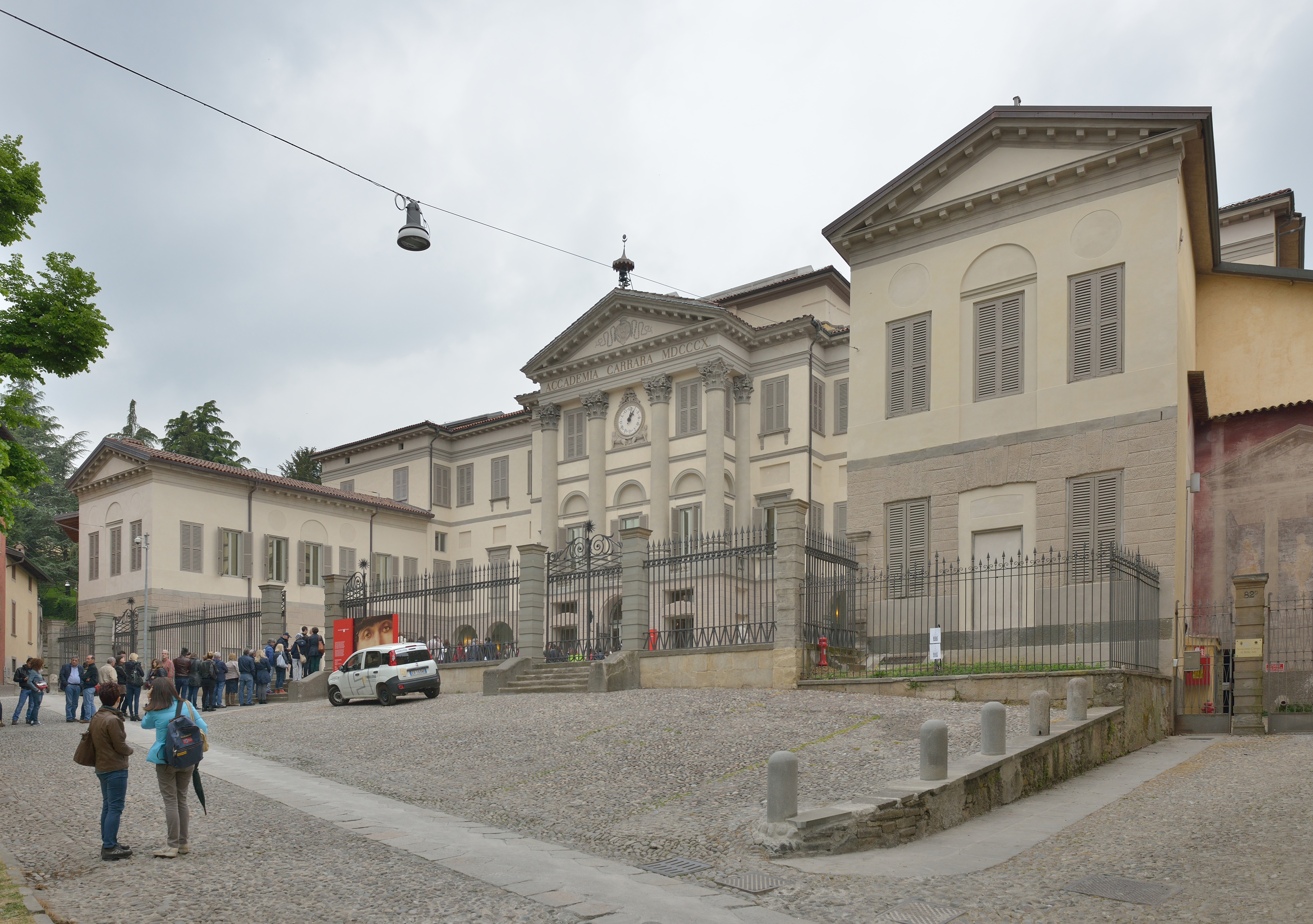
Académie Carrara : école et musée des beaux-arts.

## Sports
Le Tour d'Italie est arrivé 8 fois à Bergame.
| Année | Vainqueur          |
| ----- | ------------------ |
| 1912  | Vincenzo Bogarello |
| 1938  | Diego Marabelli    |
| 1952  | Oreste Conte       |
| 1976  | Felice Gimondi     |
| 1983  | Giuseppe Saronni   |
| 2007  | Stefano Garzelli   |
| 2009  | Kanstatsin Siutsou |
| 2017  | Bob Jungels        |

| Sport              | Nom de l'équipe phare | Niveau   | Lieu                                                                   |
| ------------------ | --------------------- | -------- | ---------------------------------------------------------------------- |
| Football           | Atalanta Bergame      | Serie A  | Stade Atleti Azzurri d'Italia Inauguré en 1928, 26 542 places assises. |
| Volley-ball        | Volley Bergamo        | Serie A1 | PalaNorda Bergamo                                                      |
| Football américain | Lions de Bergame      | Serie A  | Stadio communale de Osio Sotto                                         |

## Personnalités liées à Bergame

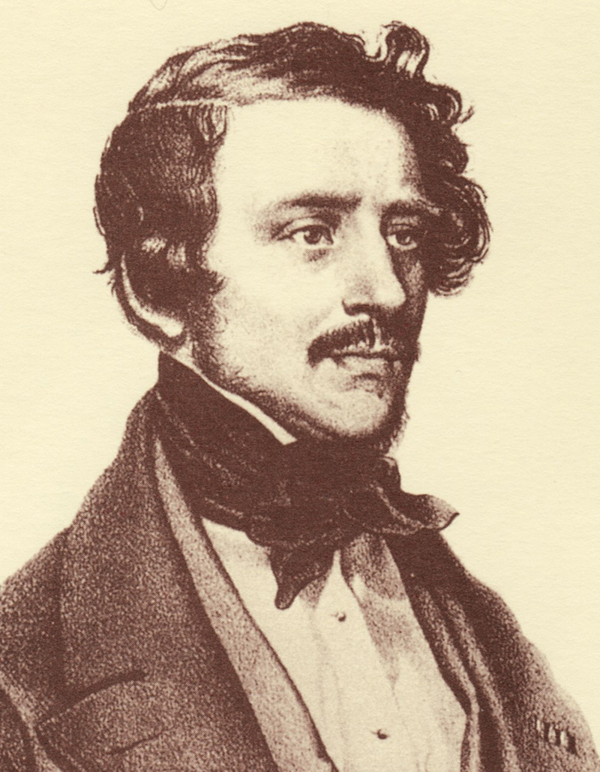
Gaetano Donizetti.

### Nées auXVesiècle
- Bartolomeo Colleoni (Bergame 1400-1475), condottiere ;
- Jacopo Negretti (Palma Vecchio) (né à Bergame en 1480 - mort à Venise en 1528), artiste.

### Nées auXVIesiècle
- Lucia Albani Avogadro, poétesse née en 1534 dans cette ville
- Brighella, personnage de la Commedia dell'arte
- Giovan Battista Moroni (1520 - 1578) est un peintre bergamasque né à Albino et fondateur du courant de « la peinture de la réalité »[19].

### Nées auXVIIesiècle
- Fra' Galgario né à Bergame en 1655 - mort à Bergame en 1747 (portraitiste)
- Pietro Locatelli (Bergame, 3 septembre 1695 - Amsterdam, 30 mars 1764) était un compositeur et violoniste virtuose.

### Nées auXVIIIesiècle
- Girolamo Tiraboschi (Bergame, 1731 - Modène, 1794), écrivain et historien de la littérature, bibliothécaire du duc de Modène François III.
- Carlo Bartolomeo Romilli (1795-1859), évêque de Crémone, archevêque de Milan
- Gaetano Donizetti, né en 1797 - mort en 1848, musicien européen
- Luca Passi (1789-1866), prêtre catholique, fondateur des Sœurs maîtresses de sainte Dorothée, bienheureux

### Nées auXIXesiècle
- Catherine Cittadini (1801-1857), religieuse catholique, fondatrice des Ursulines de Saint-Jérôme, béatifiée
- Carlo Alfredo Piatti (Bergame, 8 janvier 1822 - Mozzo, 18 juillet 1901), violoncelliste et compositeur
- Louis Marie Palazzolo (1827-1886), prêtre fondateur des Sœurs des pauvres de Bergame canonisé en 2022
- Maria Teresa Gabrieli (1837-1908), institutrice et religieuse, éducatrice des pauvres, cofondatrice des « Sœurs des pauvres - Institut Palazzolo » également appelées Sœurs des pauvres de Bergame, vénérable
- Emilio Pizzi (1861-1940), compositeur d'opéras et directeur de l'Instituto musicale de Bergame à partir de 1897.
- Jean XXIII né Angelo Giuseppe Roncalli(1881-1963) à Sotto il Monte près de Bergame.
- Antonio Locatelli (1895-1936) aviateur et aventurier ayant reçu 3 médailles d'or pour valeur militaire.

### Nées auXXesiècle
- Carla Cerati (1927-2016), écrivain et photographe.
- Walter Bonatti (1930-2011) alpiniste, journaliste et photographe
- Ermanno Olmi (1931-2018), réalisateur italien.
- Felice Gimondi (1942-2019), coureur cycliste.
- Vitarosa Zorza (1943-1995), religieuse et infirmière italienne, vénérable.
- Danielangela Sorti (1947-1995), religieuse et infirmière italienne, vénérable catholique.
- Piercarlo Ghinzani (1952-), pilote automobile.
- Fabio Sonzogni (1963-), réalisateur, acteur, architecte et designer.
- Rossano Brasi (1972-), ancien coureur cycliste italien.
- Valentino Fois (1973–2008) ancien coureur cycliste italien.
- Eddy Mazzoleni (1973-), coureur cycliste.
- Paolo Savoldelli (1973-). coureur cycliste.
- Alex Esposito (en) (1975-), chanteur d'opéra - basse.
- Sofia Goggia (1992 -), skieuse alpine, championne olympique de descente.
- Alessia Tresoldi (1998-), mannequin, influenceuse, actrice et animatrice de télévision italienne.

## Jumelages
| Villes jumelées avec Bergame | |
| - Mulhouse (France) depuis le 7 décembre 1989 - Tver (Russie) depuis 1989 - Greenville (États-Unis) depuis 1985 - Pueblo (États-Unis) | - Bengbu (Chine) depuis 1988 - Posadas (Argentine) - Cochabamba (Bolivie) depuis 2008 - Olkusz (Pologne) depuis 2009 - Louisbourg (Allemagne) depuis 2022 |

## Citations
- La ville est citée dans la chanson de Diane Tell Si j'étais un homme :

« Et, juste à côté de Milan,/ Dans une ville qu'on appelle Bergame,/ Je te ferais construire une villa »
- Œuvre pour orchestre de Gabriel Fauré : Masques et Bergamasques, Op. 112
- Pièce pour piano de Claude Debussy : Suite bergamasque (1890)
- Des références à Bergame apparaissent dans les deux derniers épisodes de la deuxième saison de la série télévisée Ghost Whisperer.